# Svenska arméns gradbeteckningar
Svenska arméns gradbeteckningar visar den svenska arméns gradbeteckningar från sent 1600-tal och till 2019.

## 1600-talet till 1792
Under den senare delen av 1600-talet infördes ringkragen som befäls- och gradbeteckning i den svenska armén. Denna hade sitt ursprung i en rustningsdetalj som ursprungligen skyddade halsen. 1697 kom en kunglig förordning som närmare beslutade hur dessa ringkragar skulle se ut. Vid kavalleriet kunde dessa även anbringas på harnesket. Ringkragen bars enbart i tjänsten.
Från 1697 gällde följande föreskrifter:
| Grad            | Kragen                    | Symboler                                                               |
| --------------- | ------------------------- | ---------------------------------------------------------------------- |
| Överste         | Kragen av förgyllt silver | Monarkens krönta namnchiffer omgiven av palmblad, samtliga emaljerade. |
| Överstelöjtnant | Kragen av förgyllt silver | Monarkens krönta namnchiffer omgiven av palmblad, samtliga emaljerade. |
| Major           | Kragen av förgyllt silver | Monarkens krönta namnchiffer omgiven av palmblad, samtliga emaljerade. |
| Kapten          | Kragen av förgyllt silver | Monarkens krönta namnchiffer emaljerat.                                |
| Löjtnant        | Kragen av silver          | Monarkens krönta namnchiffer, förgyllt                                 |
| Fänrik          | Kragen av silver          | Monarkens krönta namnchiffer, förgyllt                                 |

Tidig ringkrage från Karl XI:s tid för en överste.
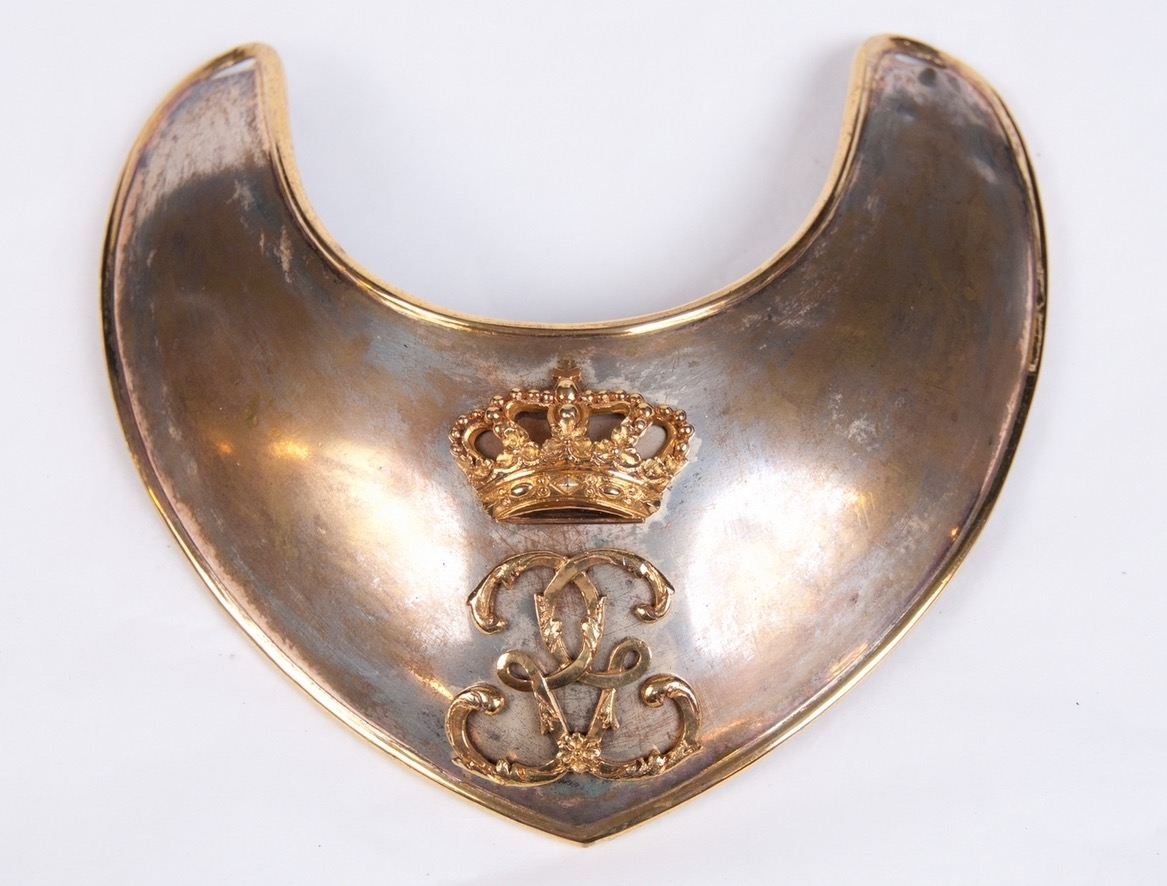
Ringkrage för en fänrik eller löjtnant med Gustaf III:s namnchiffer.
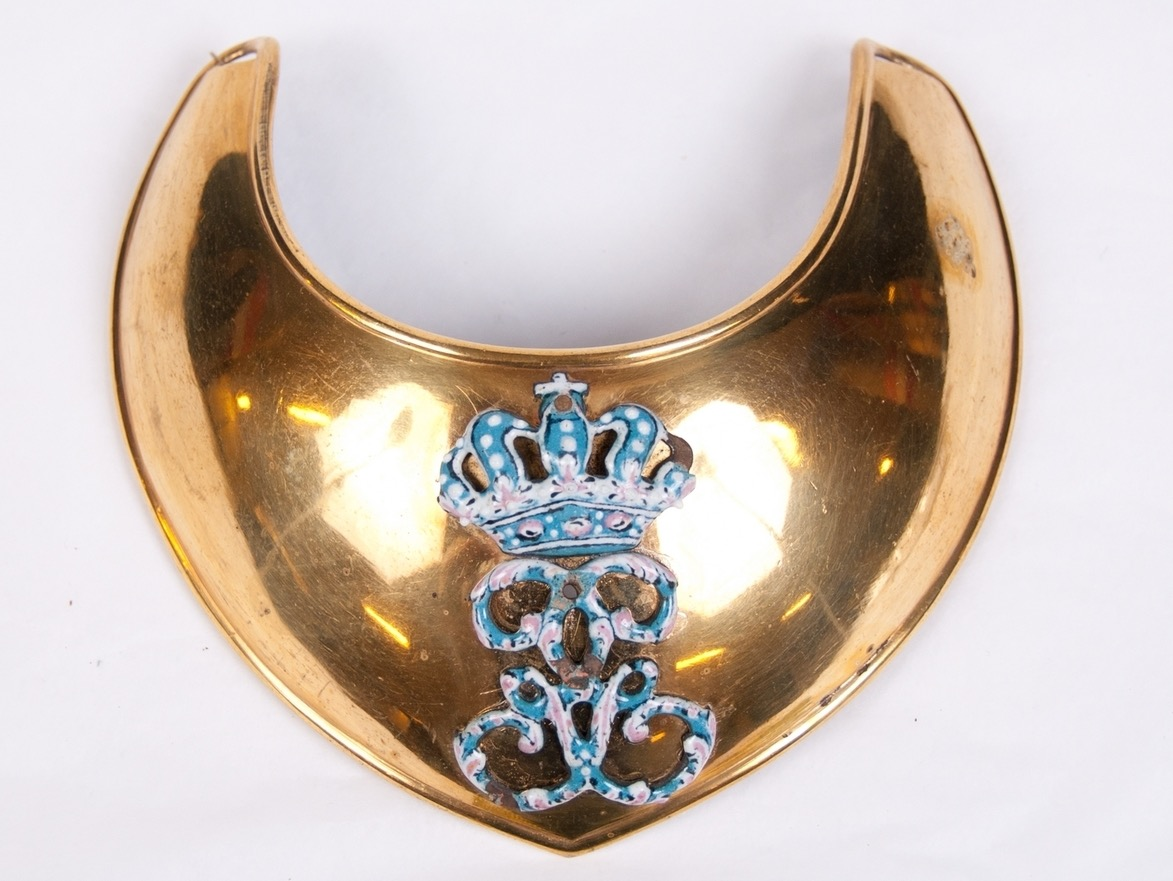
Ringkrage för en kapten med Gustaf III:s namnchiffer.
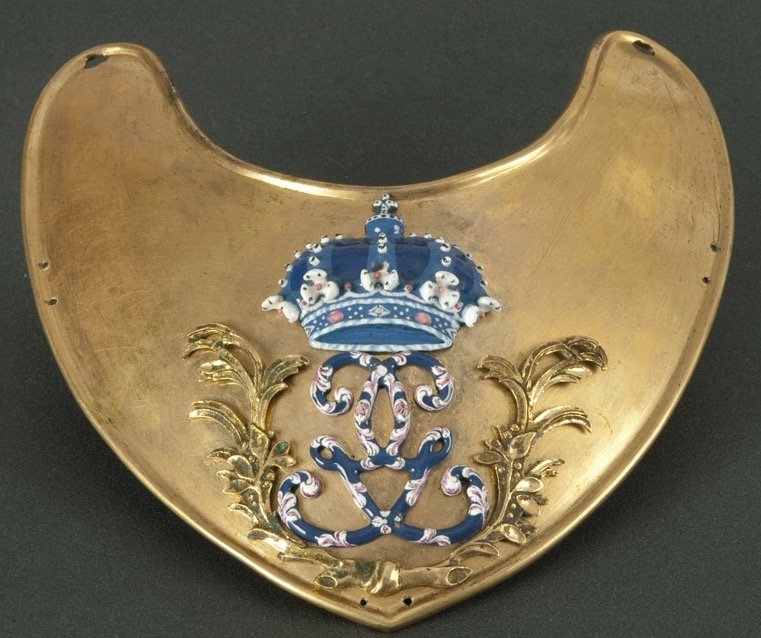
Ringkrage för en major, överstelöjtnant eller överste med Gustaf III:s namnchiffer.
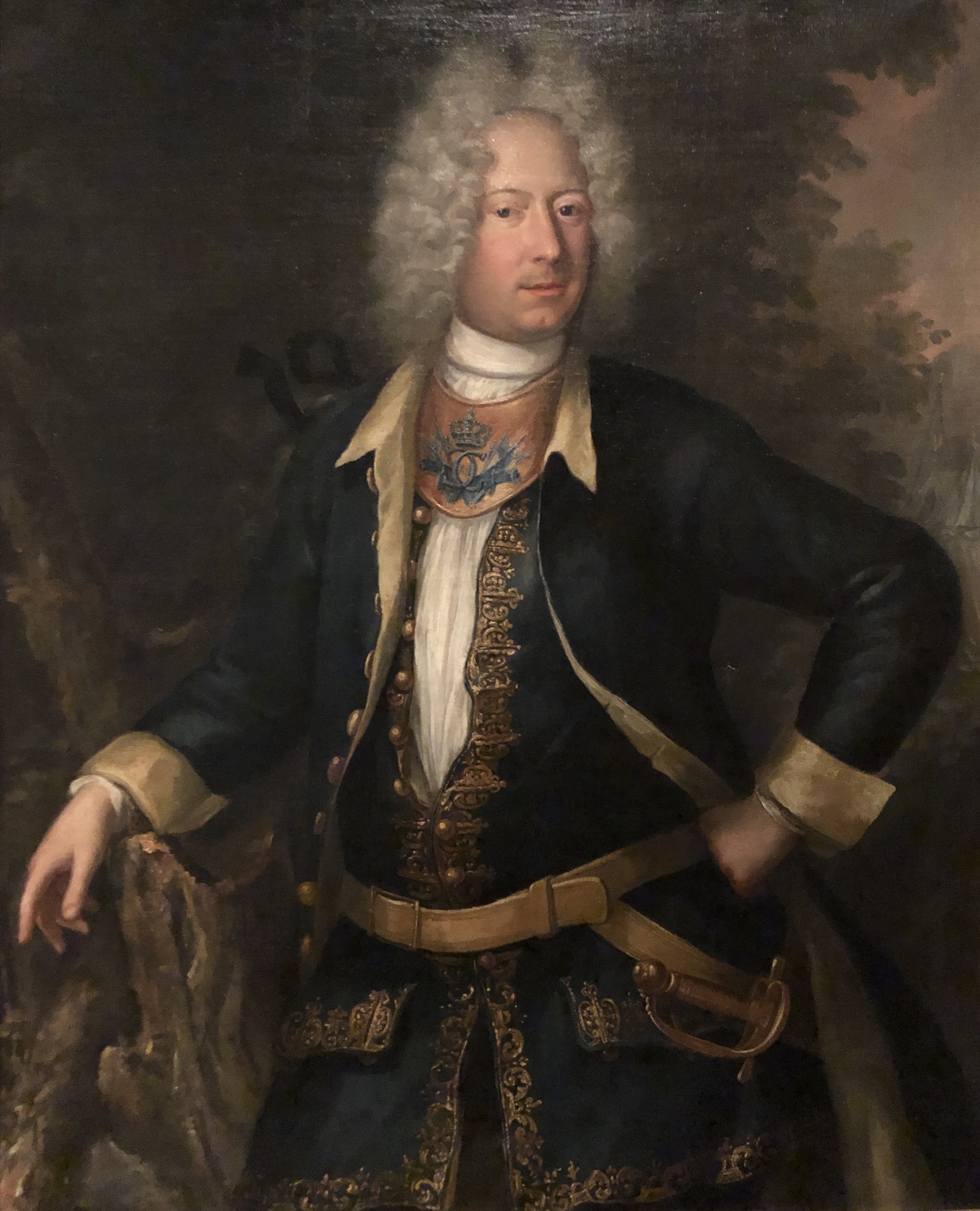
Arvid Horn i uniform samt särskild ringkrage för kaptenlöjtnanten vid Kunglig Majestäts drabanter, ringkragen med Karl XII:s namnchiffer, ca 1706.
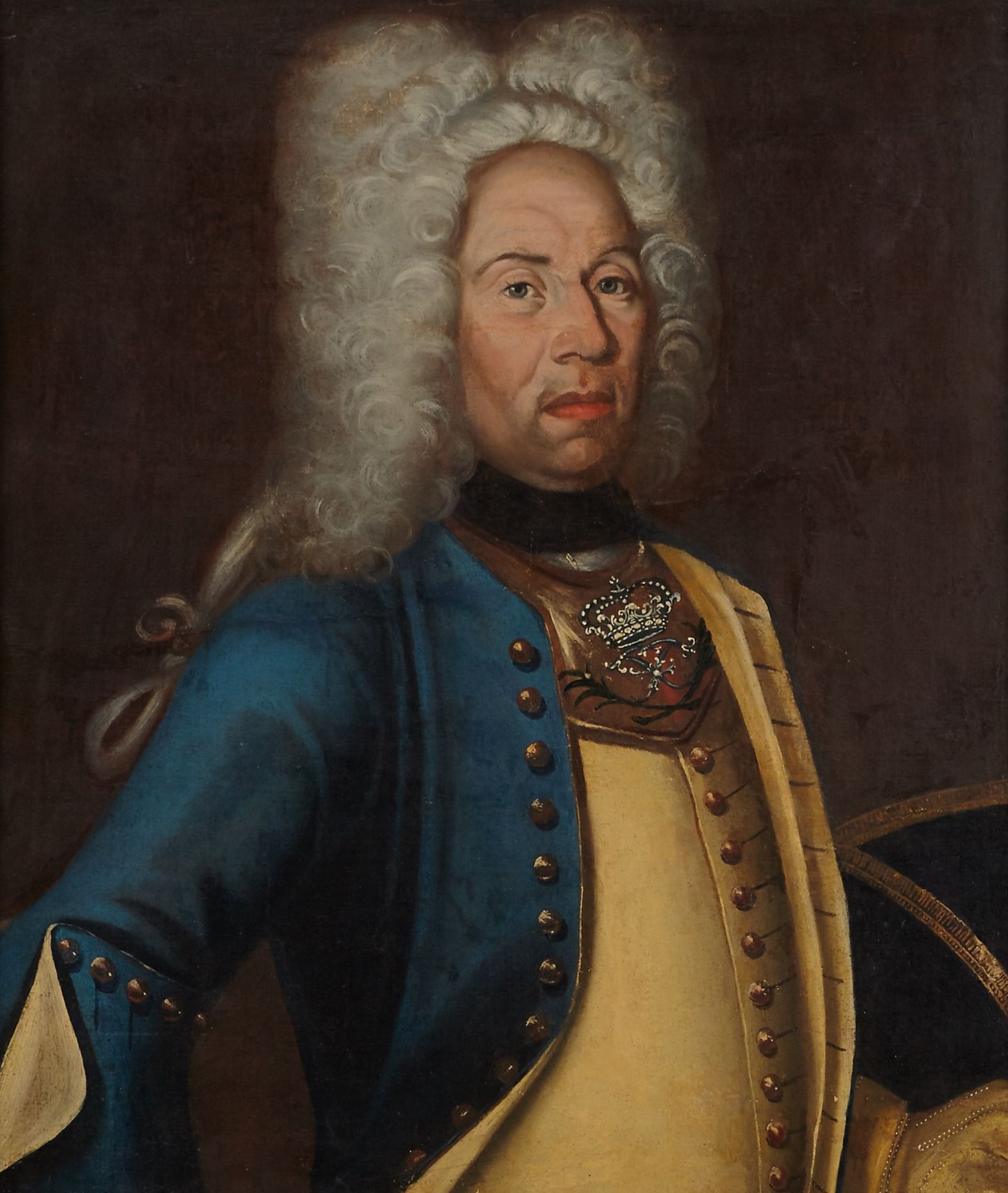
Peter Lilliehorn i uniform och ringkrage för en major vid Kalmar regemente, rinkragen med Fredrik I:s namnchiffer, 1727.

## 1792-1886
Ringkragen avskaffades inom den svenska armén 1792 och istället införde man epåletter efter franskt mönster. Vid införandet av epåletterna bar man crepiner (rullar av textilmaterial, ibland med stomme av trä, och besatta med små öglor av metall), buljoner (spiraler av tunna metallskenor) och fransar i kombination med olika kronor (kungliga och grevliga), olika på höger respektive vänster axel.

### 1792
Enligt reglementet 1792 bars epåletter enligt följande 
| Grad               | Vänster axel                                                   | Höger axel                                     |
| ------------------ | -------------------------------------------------------------- | ---------------------------------------------- |
| Fältmarskalk       | Crepiner och bouilloner, 1 konglig krona och 3 grevliga kronor | Crepiner och bouilloner samt 3 grevliga kronor |
| General            | Crepiner och bouilloner 3 grevliga kronor                      | Crepiner och bouilloner 3 grevliga kronor      |
| Generallöjtnant    | Crepiner och bouilloner 3 grevliga kronor                      | Crepiner och bouilloner 1 konglig krona        |
| Generalmajor       | Crepiner och bouilloner 1 konglig krona                        | Crepiner och bouilloner 1 konglig krona        |
| Överste            | Crepiner och bouilloner 1 konglig krona                        | Crepiner och bouilloner                        |
| Överstelöjtnant    | Crepiner och bouilloner                                        | Bouilloner                                     |
| Major              | Bouilloner                                                     | Bouilloner                                     |
| Kapten/Ryttmästare | Bouilloner                                                     | Fransar                                        |
| Löjtnant           | Fransar                                                        | Fransar                                        |
| Underlöjtnant      | Fransar                                                        | Utan fransar                                   |
| Kornett/Fänrik     | Fransar                                                        | Ingen epålett, utan guld eller silversnodd     |

Gustav IV Adolf i Livgardets uniform, med epåletter för en general.
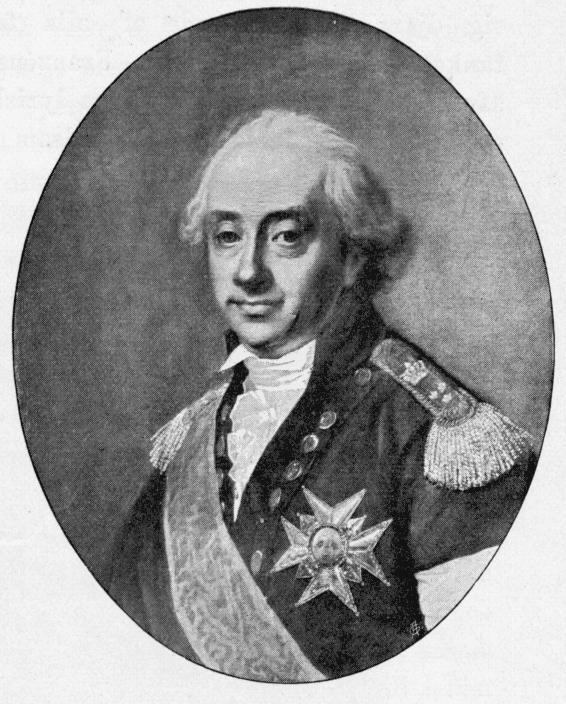
Carl August Ehrensvärd i uniform med epålett för en generalamiral (fältmarskalk).
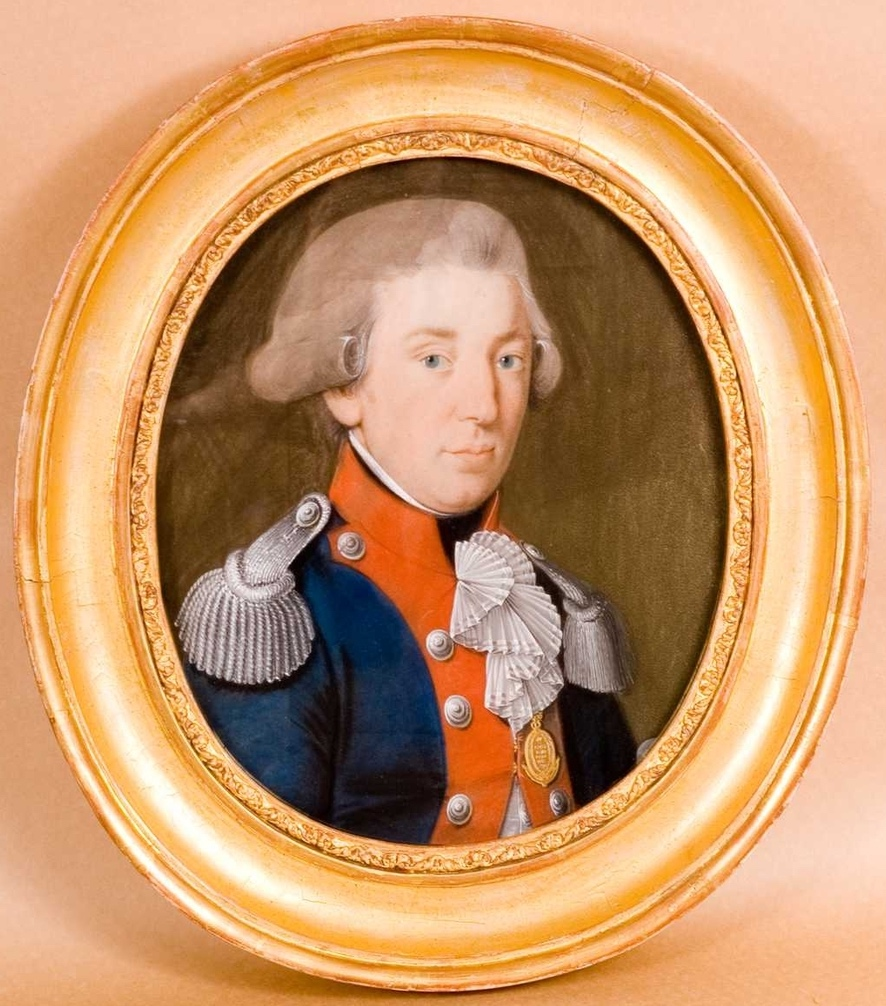
Alexander Moritz von Schmitterlöw i uniform och epåletter för en kapten vid Psilanderhielmska regementet
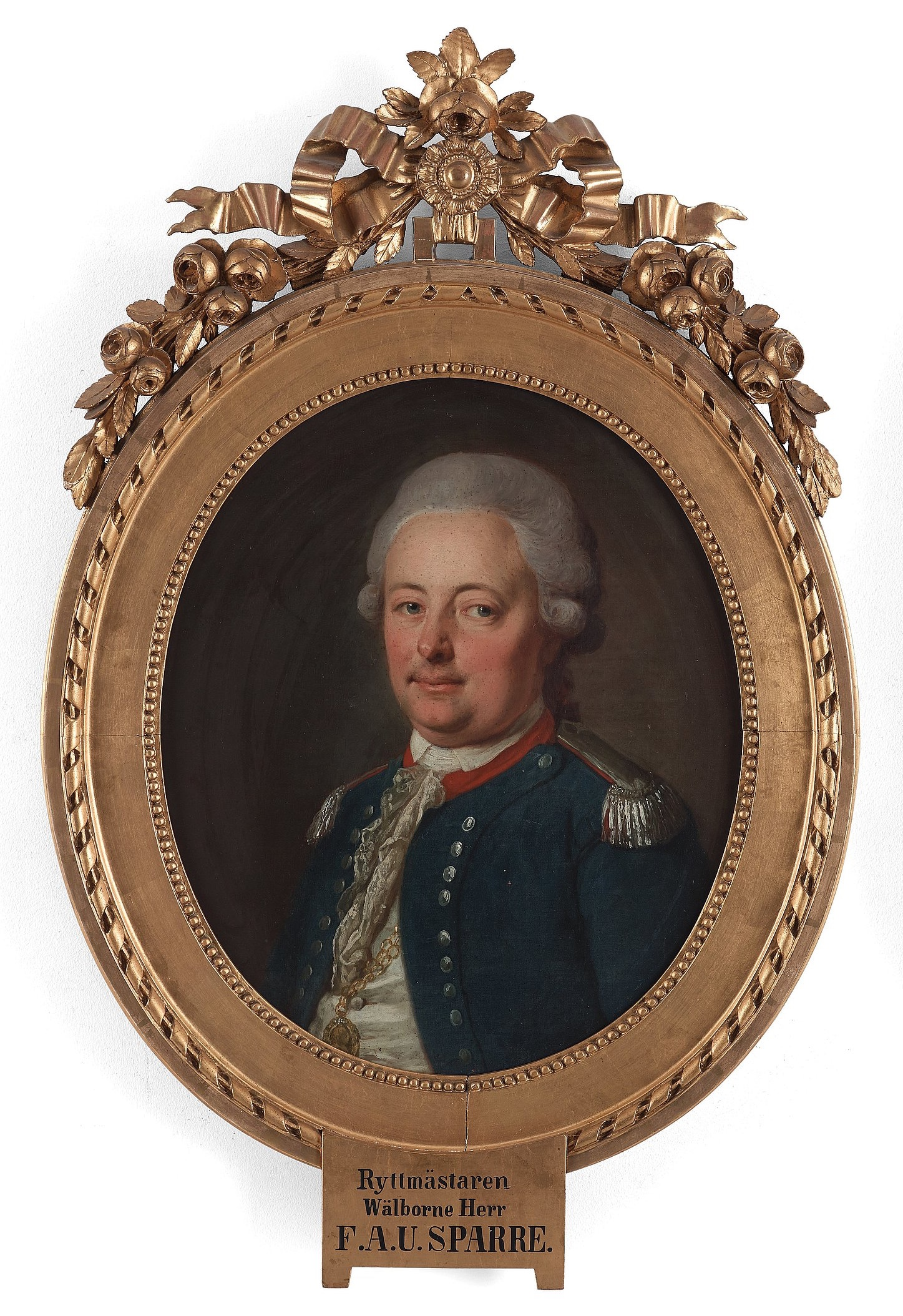
Fredrik Adolf Ulrik Sparre i uniform och epåletter för en ryttmästare
Anders Fredrik Reuterswärd i uniform m/1792 kanske för Bohusläns regemente med epåletter för en kapten eller major.

### 1795
Enligt reglementet 1795 bars epåletter enligt följande 
| Grad               | Vänster axel                    | Höger axel                      |
| ------------------ | ------------------------------- | ------------------------------- |
| General            | Tre kronor och bouilloner       | Tre kronor och bouilloner       |
| Generallöjtnant    | En kunglig krona och bouilloner | Tre kronor och bouilloner       |
| Generalmajor       | En kunglig krona och bouilloner | En kunglig krona och bouilloner |
| Överste            | Tre stjärnor och bouilloner     | Tre stjärnor och bouilloner     |
| Överstelöjtnant    | Två stjärnor och bouilloner     | Tre stjärnor och bouilloner     |
| Major              | Två stjärnor och bouilloner     | Två stjärnor och bouilloner     |
| Kapten/Ryttmästare | En stjärna                      | Två stjärnor                    |
| Löjtnant           | En stjärna                      | En stjärna                      |
| Underlöjtnant      | Endast epålett                  | En stjärna                      |
| Kornett/Fänrik     | Endast epålett                  | Endast epålett                  |

Gustav IV Adolf i uniform och epåletter för en general.
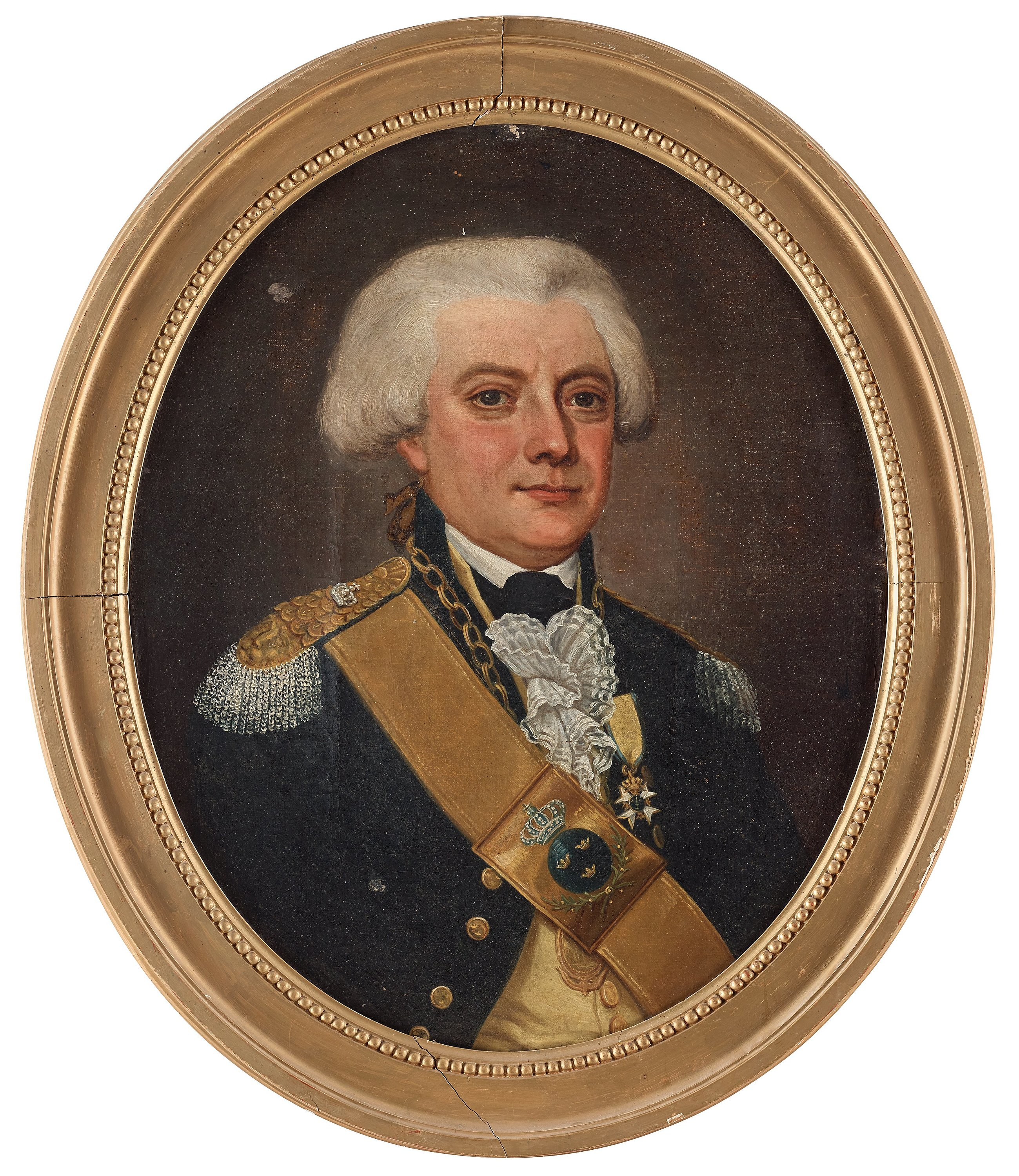
Adam Ludvig Lewenhaupt i uniform och epåletter för en generalmajor.
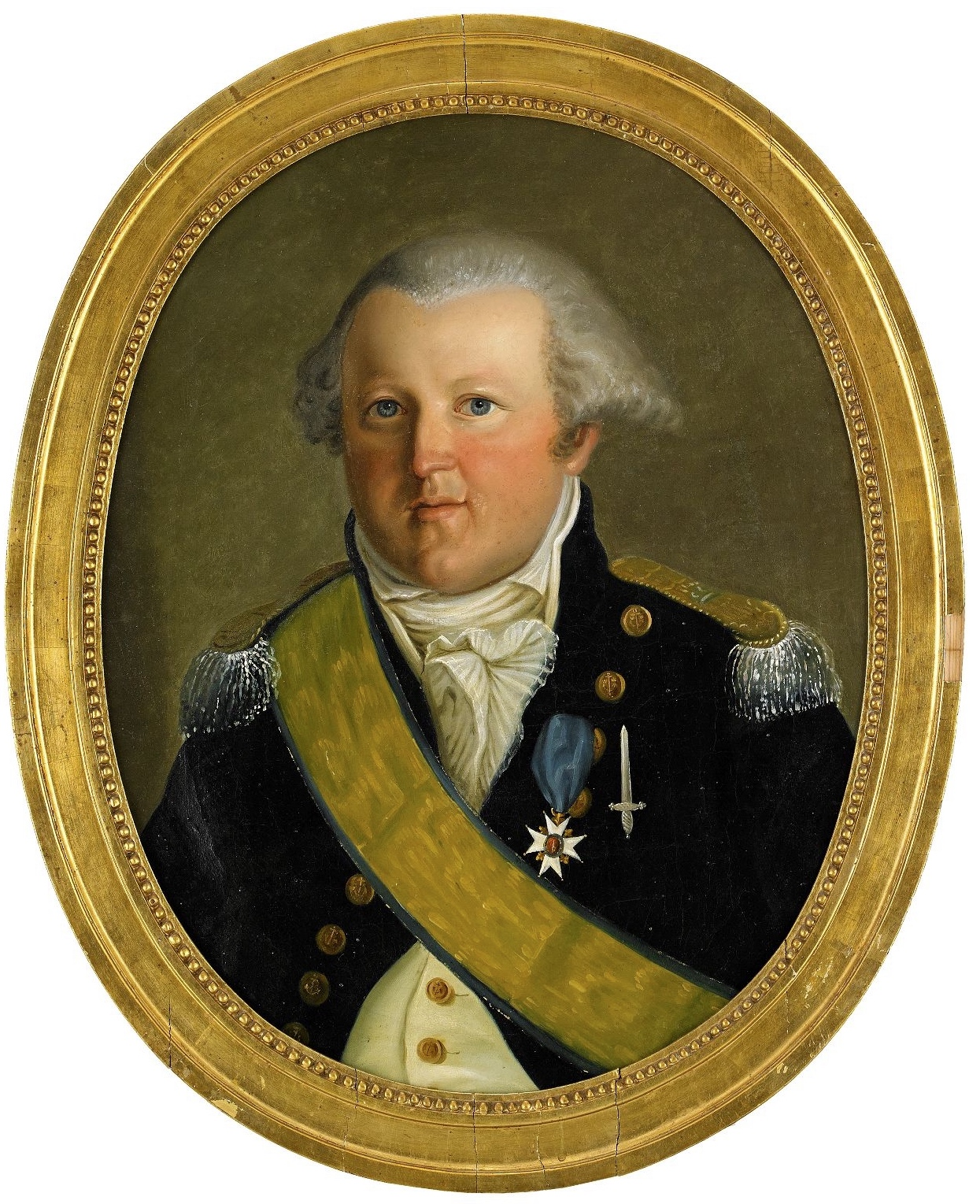
Johan af Puke i uniform med epåletter för en konteramiral (Generalmajor) i flottan.
Carl von Cardell i uniform m/1792 med epåletter för en major eller överstelöjtnant vid Wendes artilleriregemente.
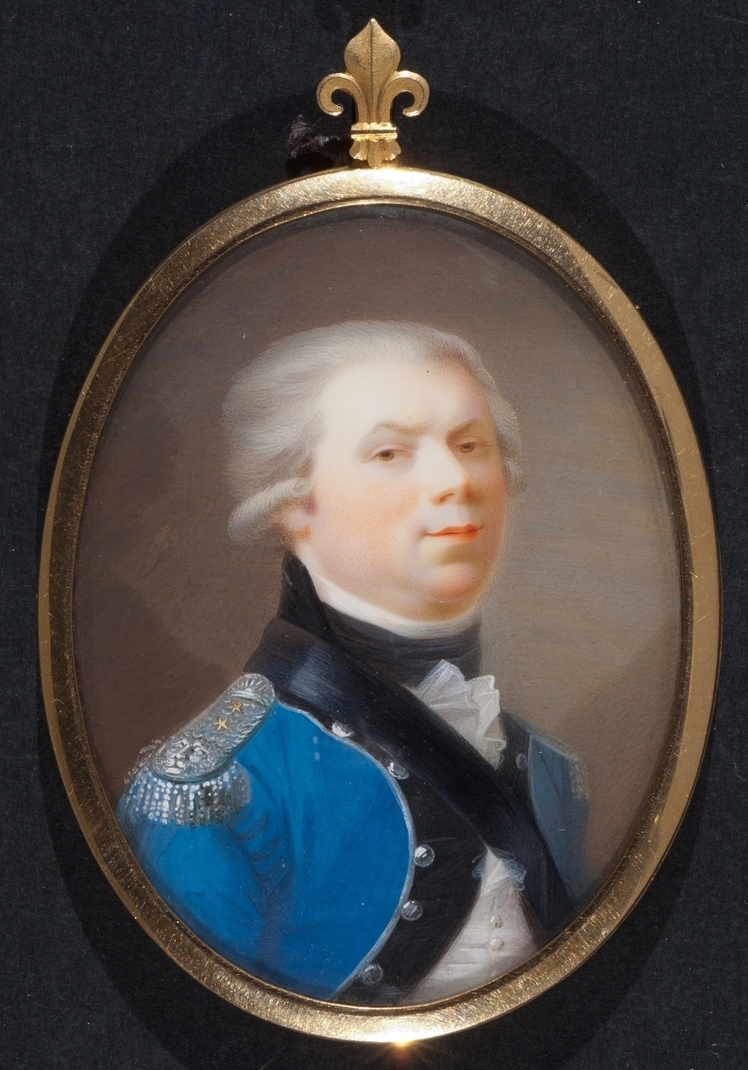
Gustaf Adolf Liljehorn i uniform för Adelsfanan med epåletter för en major.
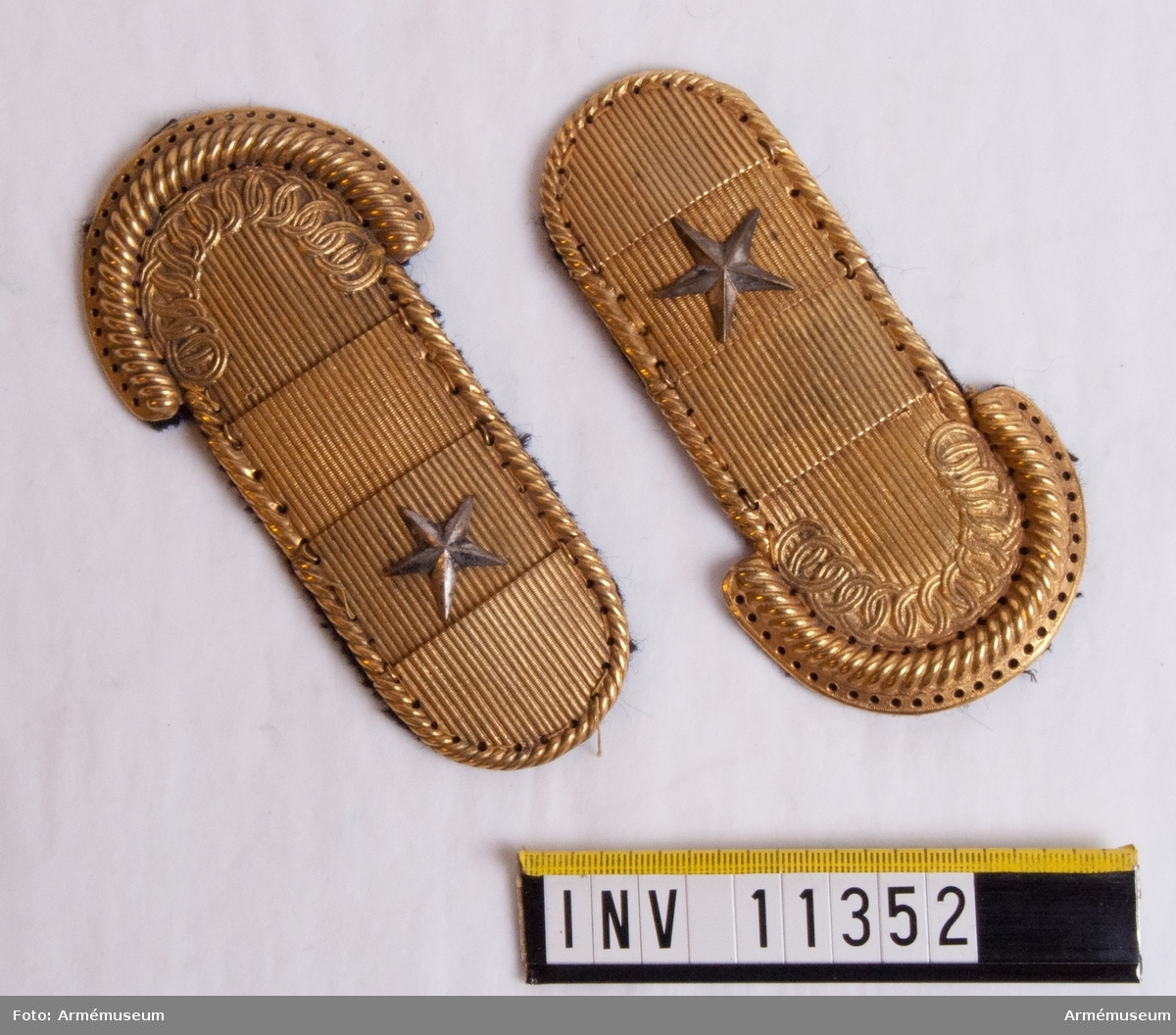
Epålett m/1795 för löjtnant vid infanteriet.
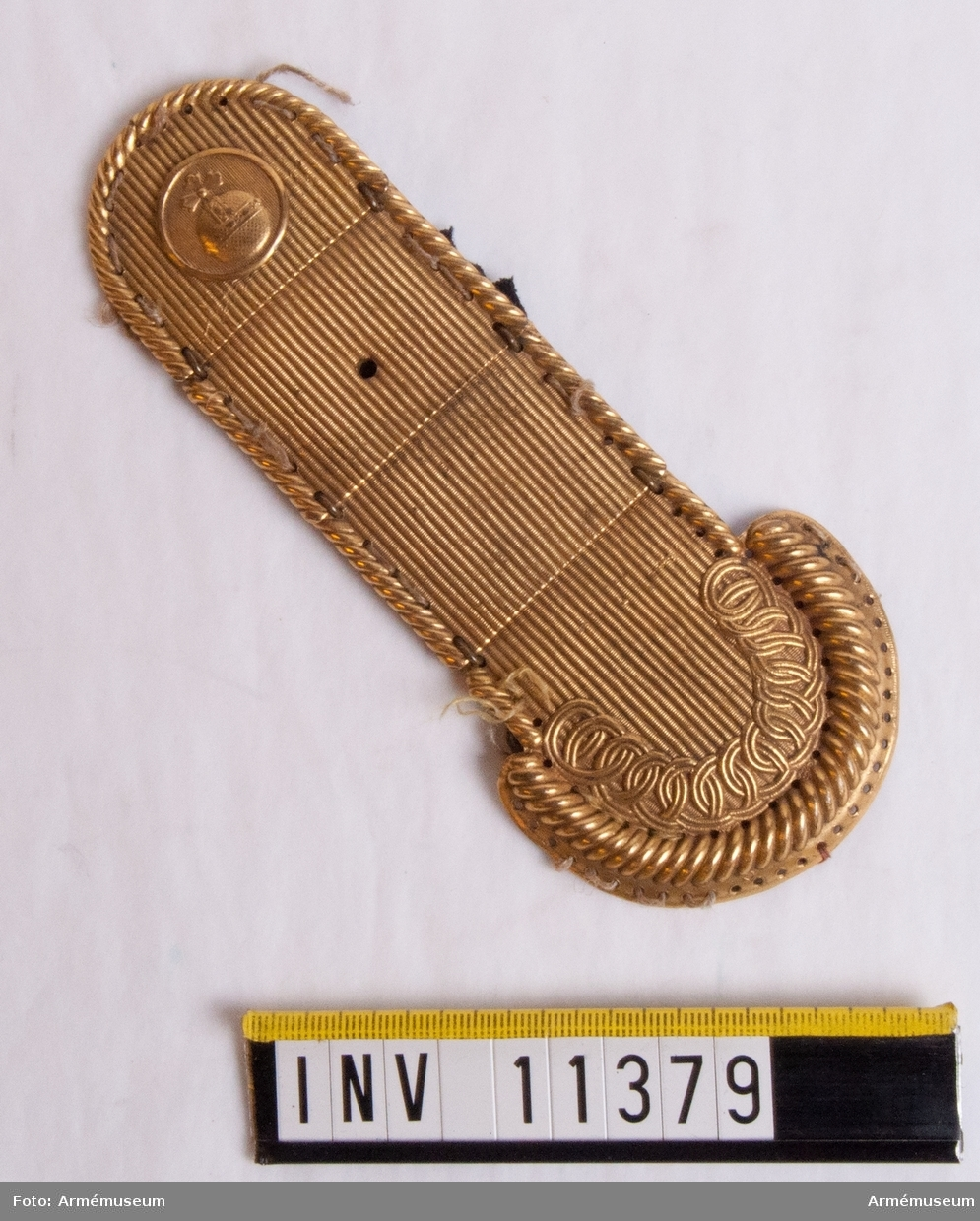
Epålett m/1795 för löjtnant eller underlöjtnant vid infanteriet.
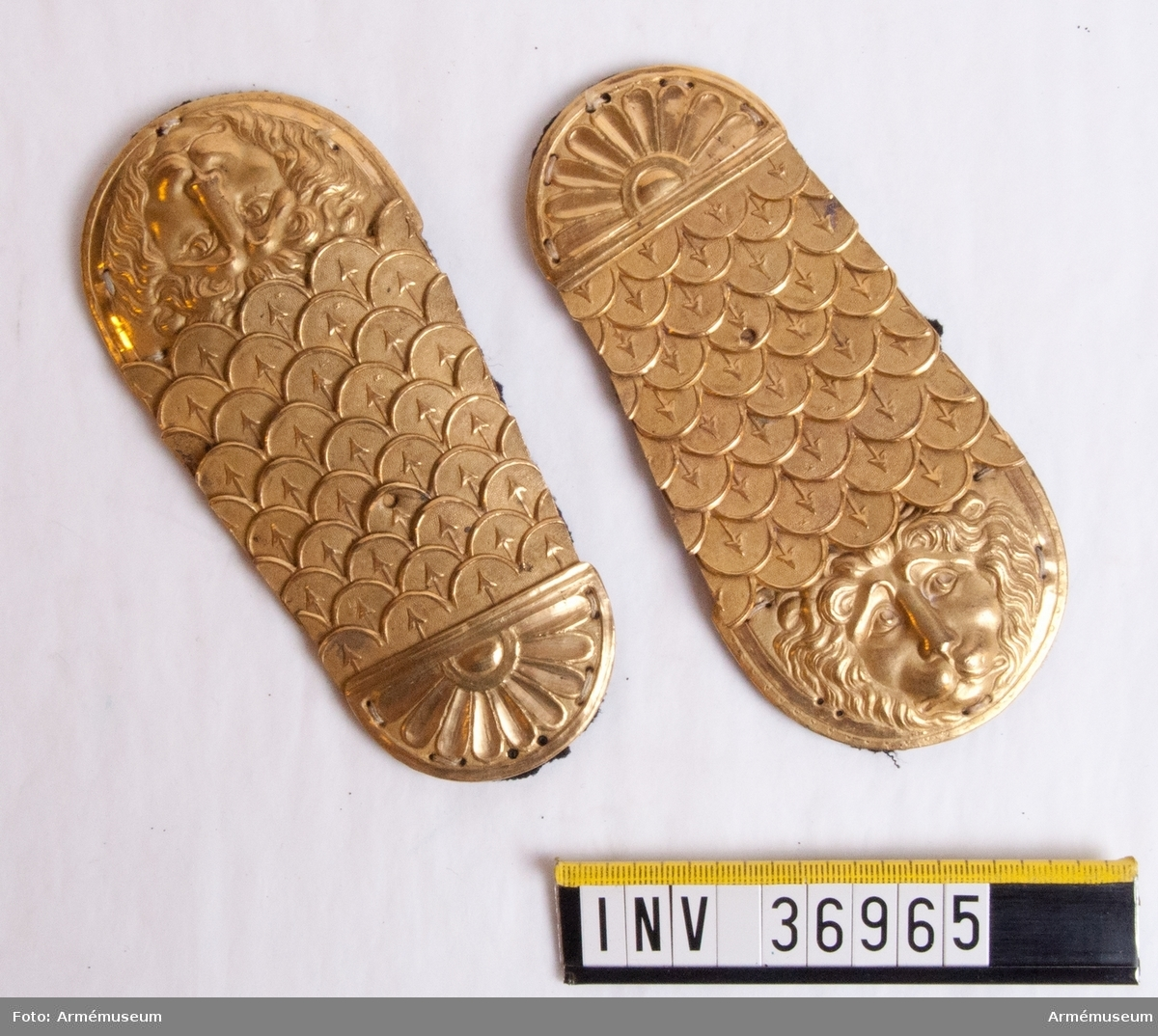
Epålett m/1795 för löjtnant vid livkyrassiärerna eller ridande artilleriet.

### 1800
Runt år 1800 infördes ett nytt upplägg för epåletter och deras utseende. Nu fanns bara epåletter från fänrik till överste, medan generalspersoner hade guldgaloner i form av eklöv på uniformens ståndkrage. I övrigt var systemet samma som 1795. År 1799 införde man åter ringkragen med nu som en markering för att visa vem som är Vakthavande befäl. Denna ringkrage kallas för Dagbricka m/1799.
- En fältmarskalk hade en rad av liggande eklöv, därefter en guldrand, sedan två rader av eklöv, allt i guldgalon. De två sista raderna med insydda knappar med motiv av två korslagda fältmarskalkstavar i vinkeln.
- En general hade tre rader av eklöv i guldgalon sydda runt ståndkragen
- En generallöjtnant hade två rader av eklöv i guldgalon sydda runt ståndkragen
- En generalmajor hade en rad av eklöv i guldgalon sydda runt ståndkragen

| Grad               | Vänster axel                | Höger axel                  |
| ------------------ | --------------------------- | --------------------------- |
| Överste            | Tre stjärnor och bouilloner | Tre stjärnor och bouilloner |
| Överstelöjtnant    | Två stjärnor och bouilloner | Tre stjärnor och bouilloner |
| Major              | Två stjärnor och bouilloner | Två stjärnor och bouilloner |
| Kapten/Ryttmästare | En stjärna                  | Två stjärnor                |
| Löjtnant           | En stjärna                  | En stjärna                  |
| Underlöjtnant      | Endast epålett              | En stjärna                  |
| Kornett/Fänrik     | Endast epålett              | Endast epålett              |

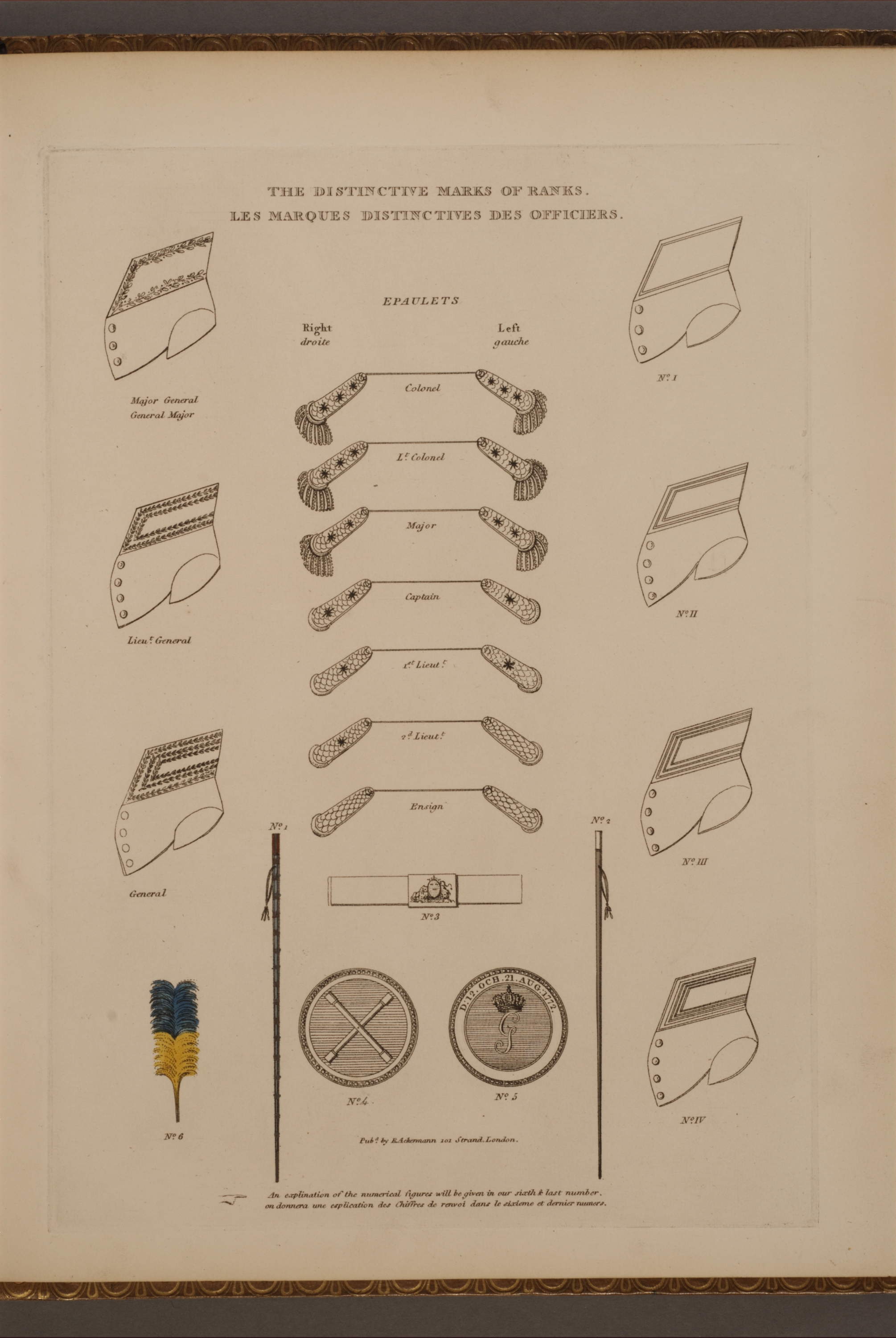
Gradbeteckningar 1808
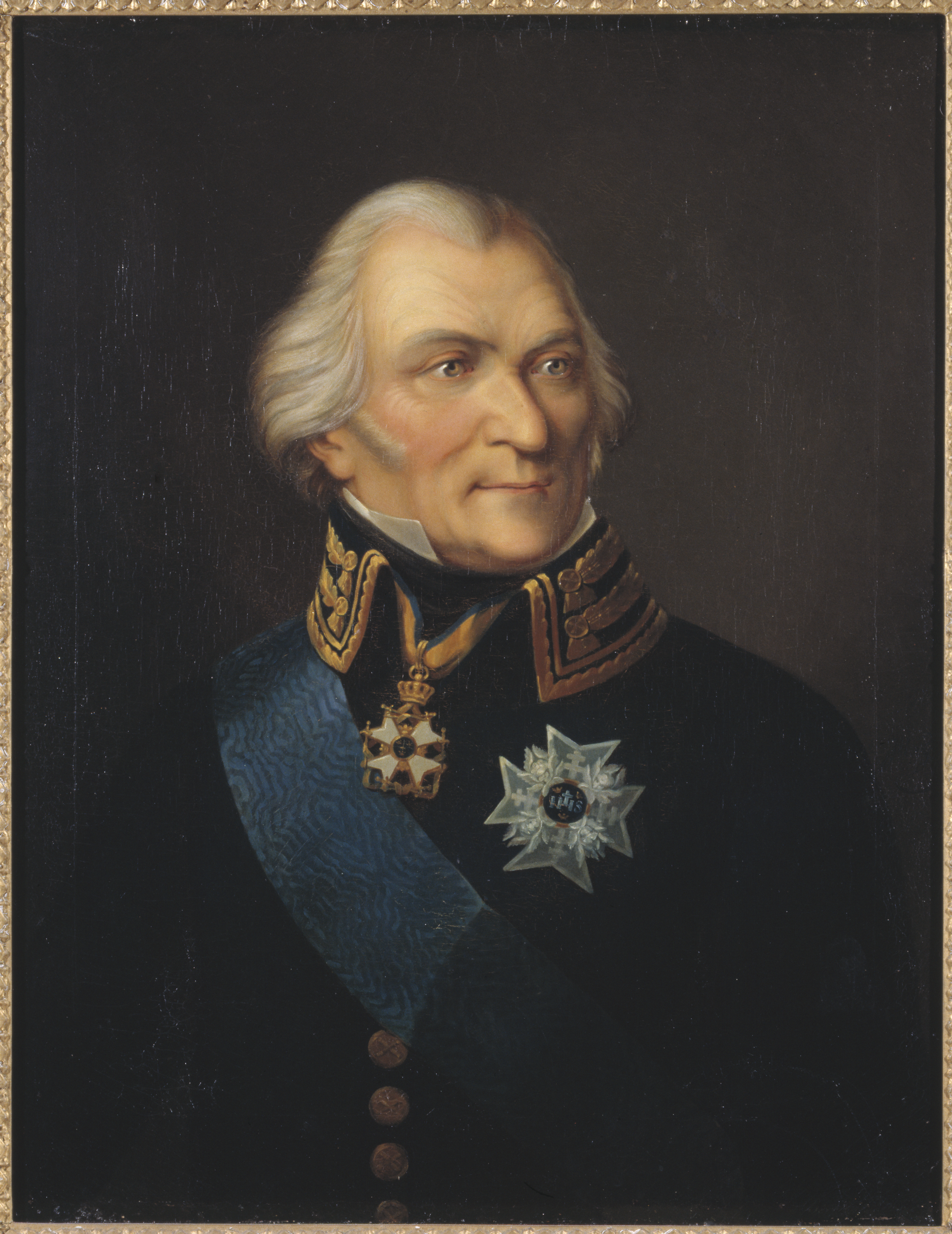
Johan Christopher Toll i uniform för en fältmarskalk, ca 1810. Avporträtterad av Johan Way.
Per Ulrik Lilliehorn i uniform för en generalmajor, ca 1800. Porträtt av Nils Schillmark.
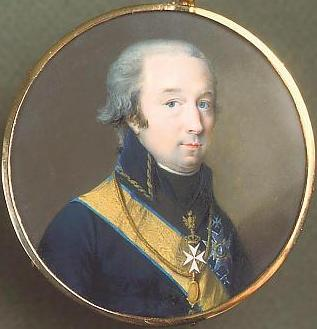
Carl Olof Cronstedt i en uniform för en generalmajor, ca 1800. Porträtt av Jacob Axel Gillberg.
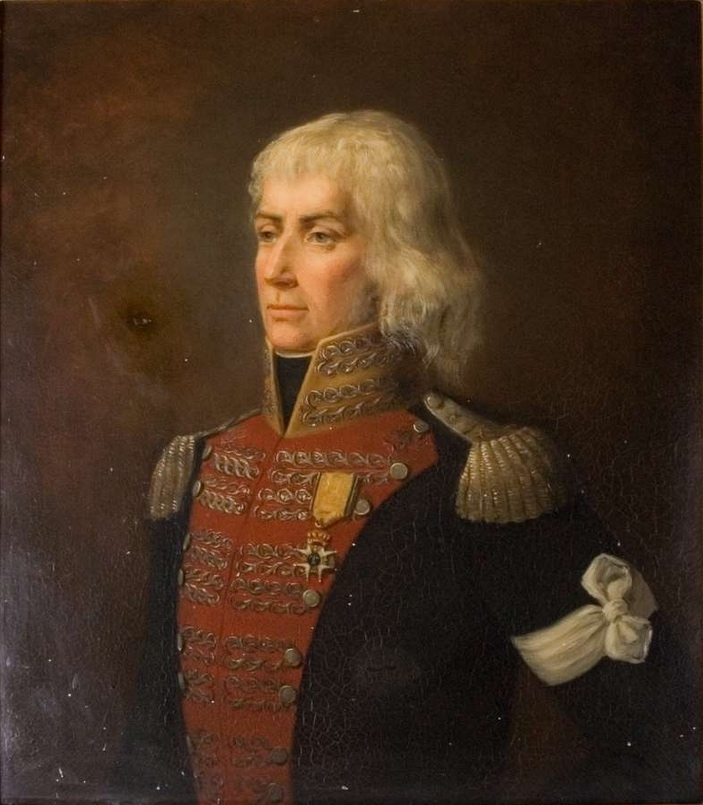
Georg Gedda iförd uniform m/1802 med epåletter för en överste vid Finska gardesregementet.
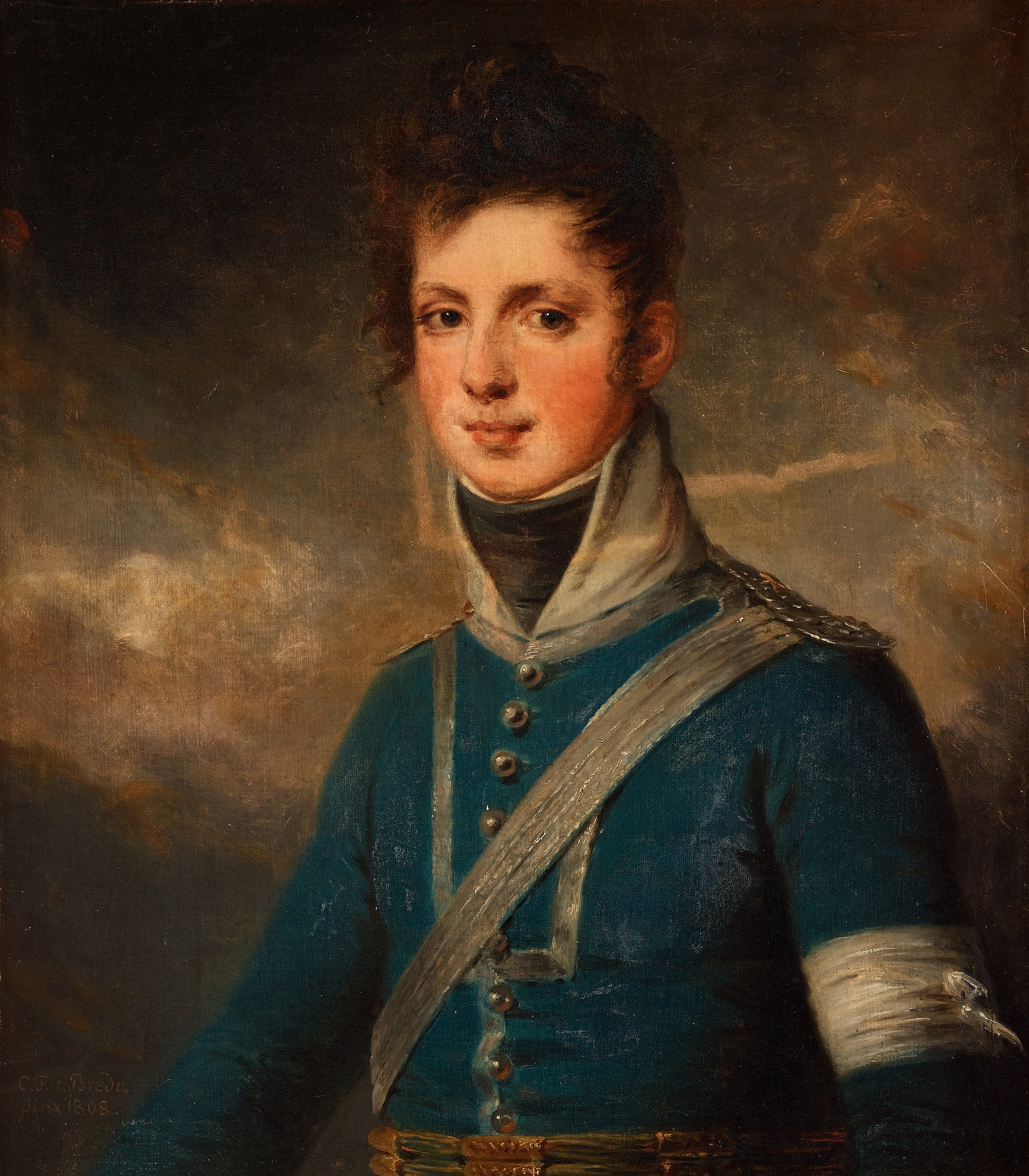
Carl Fredrik Reinhold von Essen i uniform med epåletter för en löjtnant, 1808. Porträtt av Carl Fredrik von Breda.
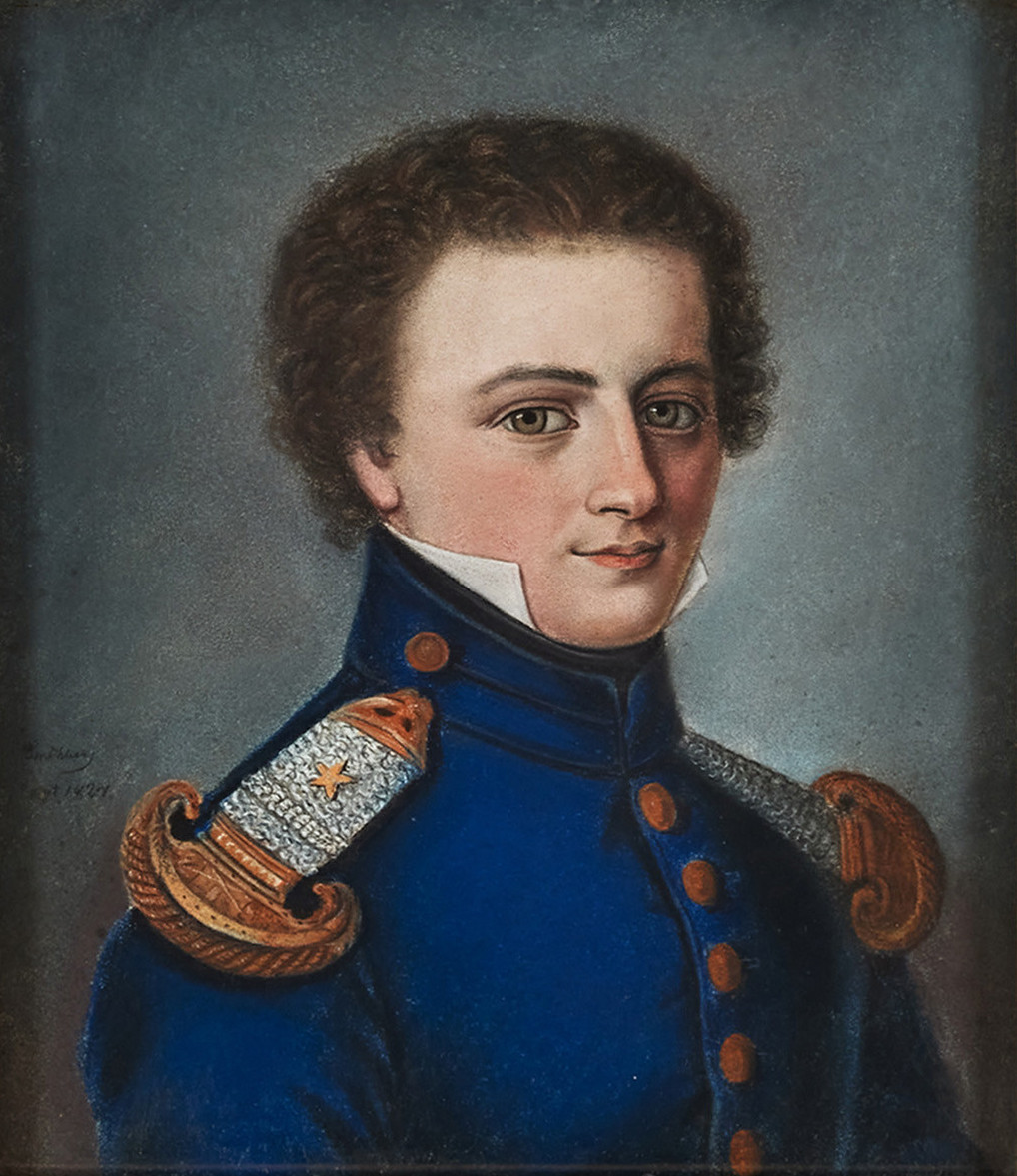
August Östergren iklädd uniform med epåletter för en underlöjtnant, 1824. Porträtt av Pehr Lindhberg.

### 1836
Enligt 1836 års rulla bars epåletter enligt följande, där namnchiffer avser den regerande monarkens:
| Grad                          | Stjärnor                             | Buljoner |
| ----------------------------- | ------------------------------------ | -------- |
| Fältmarskalk                  | Namnchiffer Korslagda marskalkstavar | Grova    |
| General                       | Namnchiffer 3 stjärnor               | Grova    |
| General-Lieutenant            | Namnchiffer 2 stjärnor               | Grova    |
| General-Major                 | Namnchiffer 1 stjärna                | Grova    |
| General-Adjutant el. Öfverste | Kunglig krona                        | Grova    |
| Öfverste-Lieutenant           | 3 stjärnor                           | Fina     |
| Major                         | 2 stjärnor                           | Fina     |
| Capitaine                     | 3 stjärnor                           | -        |
| Lieutenant                    | 2 stjärnor                           | -        |
| Under Lieutenant              | 1 stjärna                            | -        |

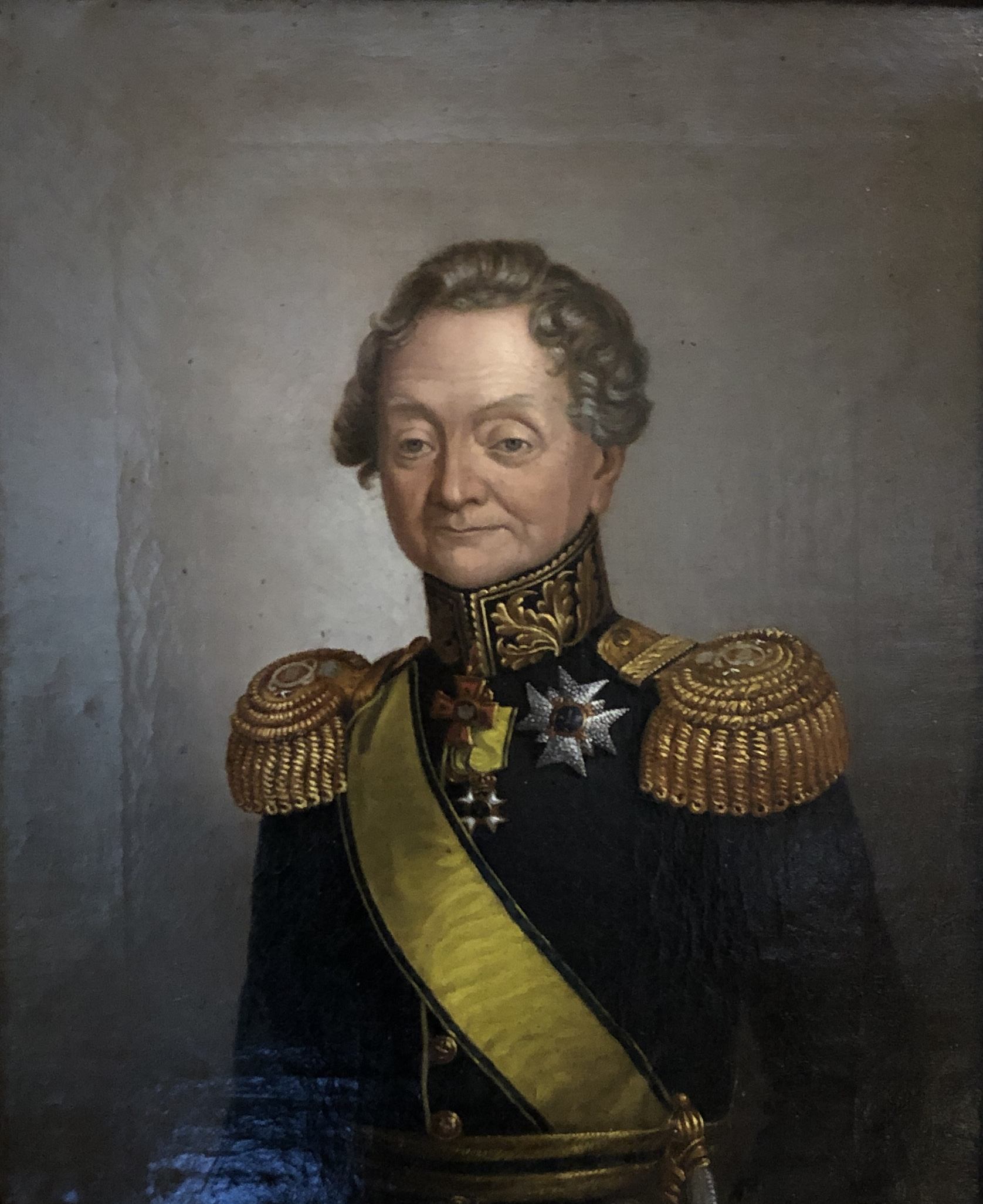
Carl Ulrik Ridderstolpe i uniform med epåletter för en generallöjtnant, ca 1840.
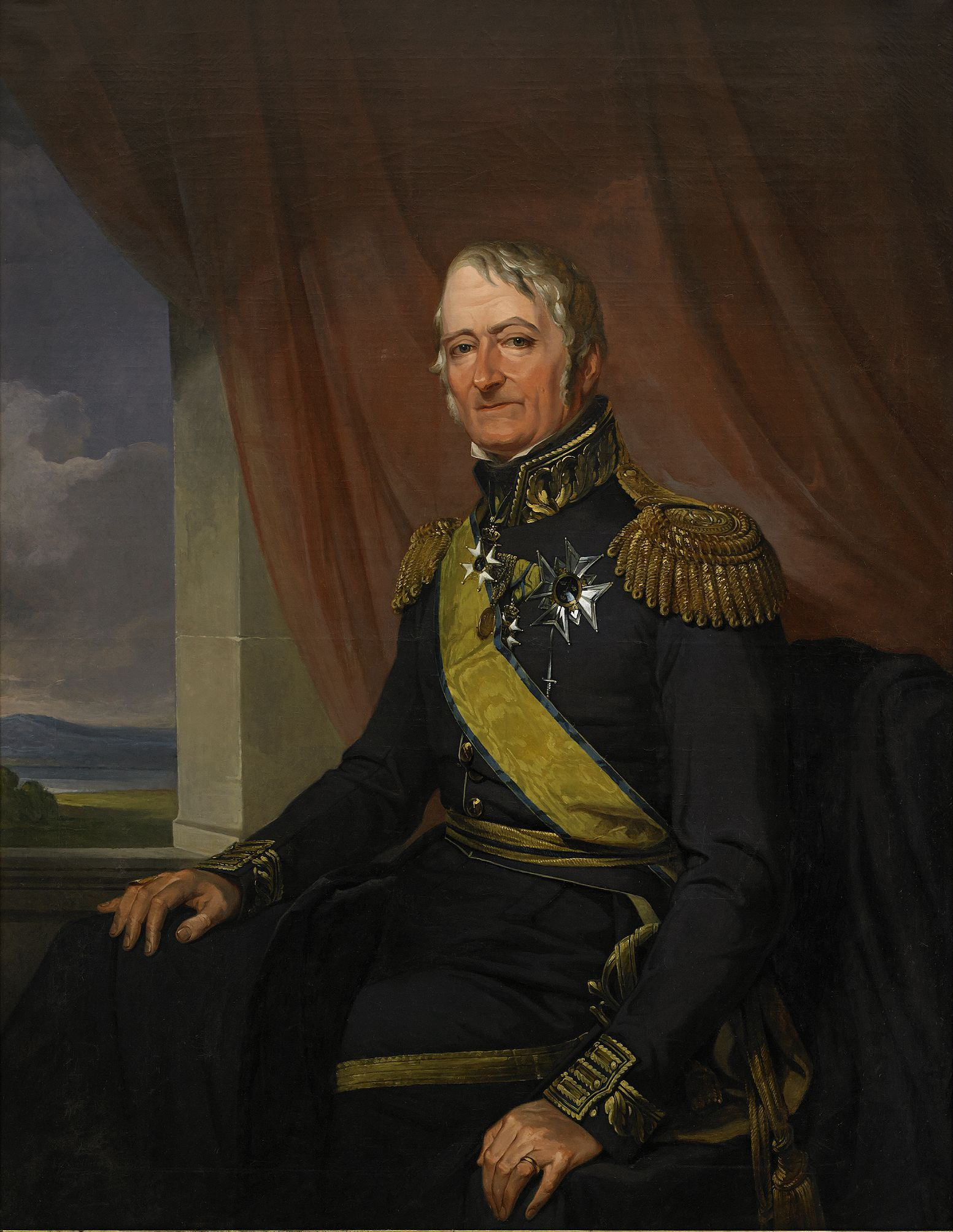
Gustaf Olof Lagerbring i uniform och epåletter för en generallöjtnant, 1836. Avporträtterad av Johan Gustaf Sandberg.
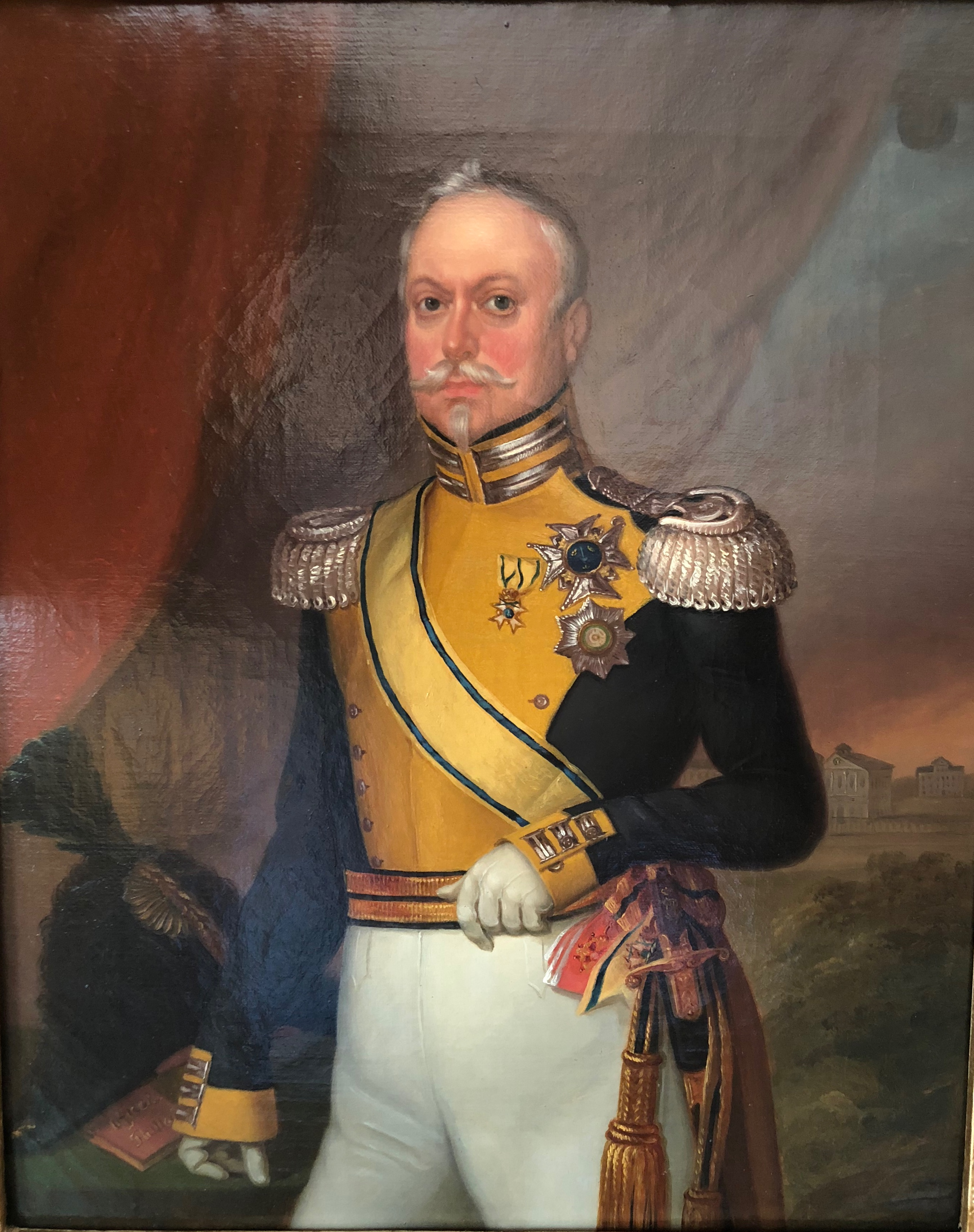
Sixten David Sparre i uniform med epåletter för en generalmajor, ca 1840.
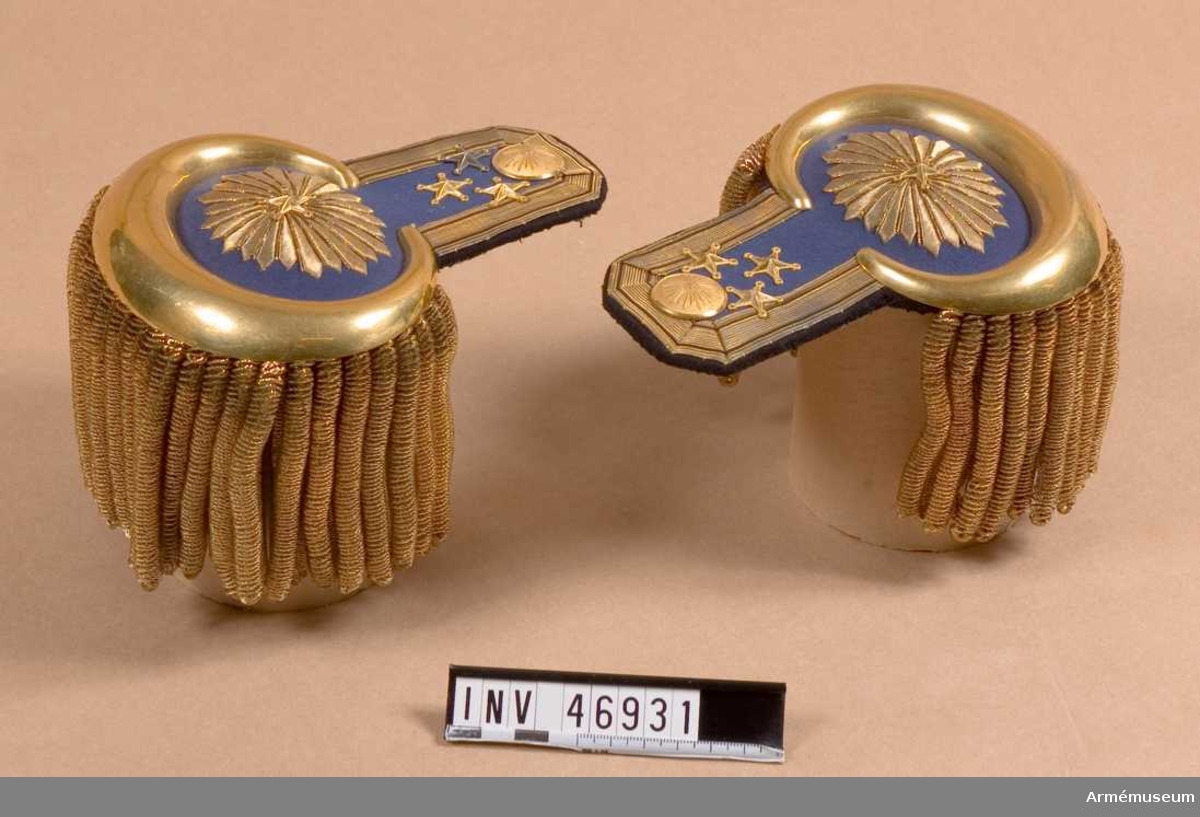
Epåletter m/1830 för överste vid Fortifikationen.

## Uniform m/1886 och m/1895
| Gradbeteckningar till uniform m/ä samt till uniform m/1906. |  | Gradbeteckningar till uniform m/ä samt till uniform m/1906. |
| Gradbeteckningar till uniform m/ä samt till uniform m/1906. |  |                                                             |

Modell äldre eller m/ä är samlingsbenämningen på alla uniformspersedlar som tagits fram före den för armén 1906 fastställda enhetsuniformen. Idag avses oftast uniform m/1886 för infanteriet och uniform m/1895 för kavalleriet och trängkåren. Till uniform m/ä användes gradbeteckningar på axeltränsar, axelklaffar, kragar och underärmar. Gradbeteckningens placering var olika för olika typer av uniformspersedlar. 
Vapenrock
Generalspersoner bar på de flesta plagg gradbeteckningarna på kragen i form av broderade silverstjärnor på guldgaloner med eklöv. Regementsofficerare bar axeltränsar med 1-3 stjärnor för respektive major, överstelöjtnant och överste. Kompaniofficerare bar axelklaff m/1895-1899 utan eller med 1-3 stjärnor för respektive fanjunkare samt underlöjtnant, löjtnant och kapten. Sergeanter bar en axelklaff av samma typ som fanjunkare, men med de tre snörena i mitten av vitt eller gult redgarn eller silke. För underbefäl av manskapet bars gradbeteckningarna, utöver på kragen, även på underärmarna i form av galoner. Distinktionskorpral (senare furir) bar guld- eller silvergaloner kring kragen och underärmarna; korpraler bar gradbeteckningar av vitt eller gult band på samma ställen. Vicekorpraler bar endast ett vitt eller gult band på kragen.

Enligt 1901 års rulla bars epåletter enligt följande:
"Lika på båda epåletterna och, så vidt sig göra låter, å nedre delen af mattan."
| Grad               | Stjärnor   | Buljoner               |
| ------------------ | ---------- | ---------------------- |
| General            | 3 stjärnor | Grofva glitterbuljoner |
| Generallöjtnant    | 2 stjärnor | Grofva glitterbuljoner |
| Generalmajor       | 1 stjärna  | Grofva glitterbuljoner |
| Öfverste           | 3 stjärnor | Gröfre blanka buljoner |
| Öfverstelöjtnant   | 2 stjärnor | Fina blanka buljoner   |
| Major              | 1 stjärna  | Fina blanka buljoner   |
| Kapten/Ryttmästare | 3 stjärnor | -                      |
| Löjtnant           | 2 stjärnor | -                      |
| Underlöjtnant      | 1 stjärna  | -                      |

Stjärnor om tre bärs med en stjärna över två.

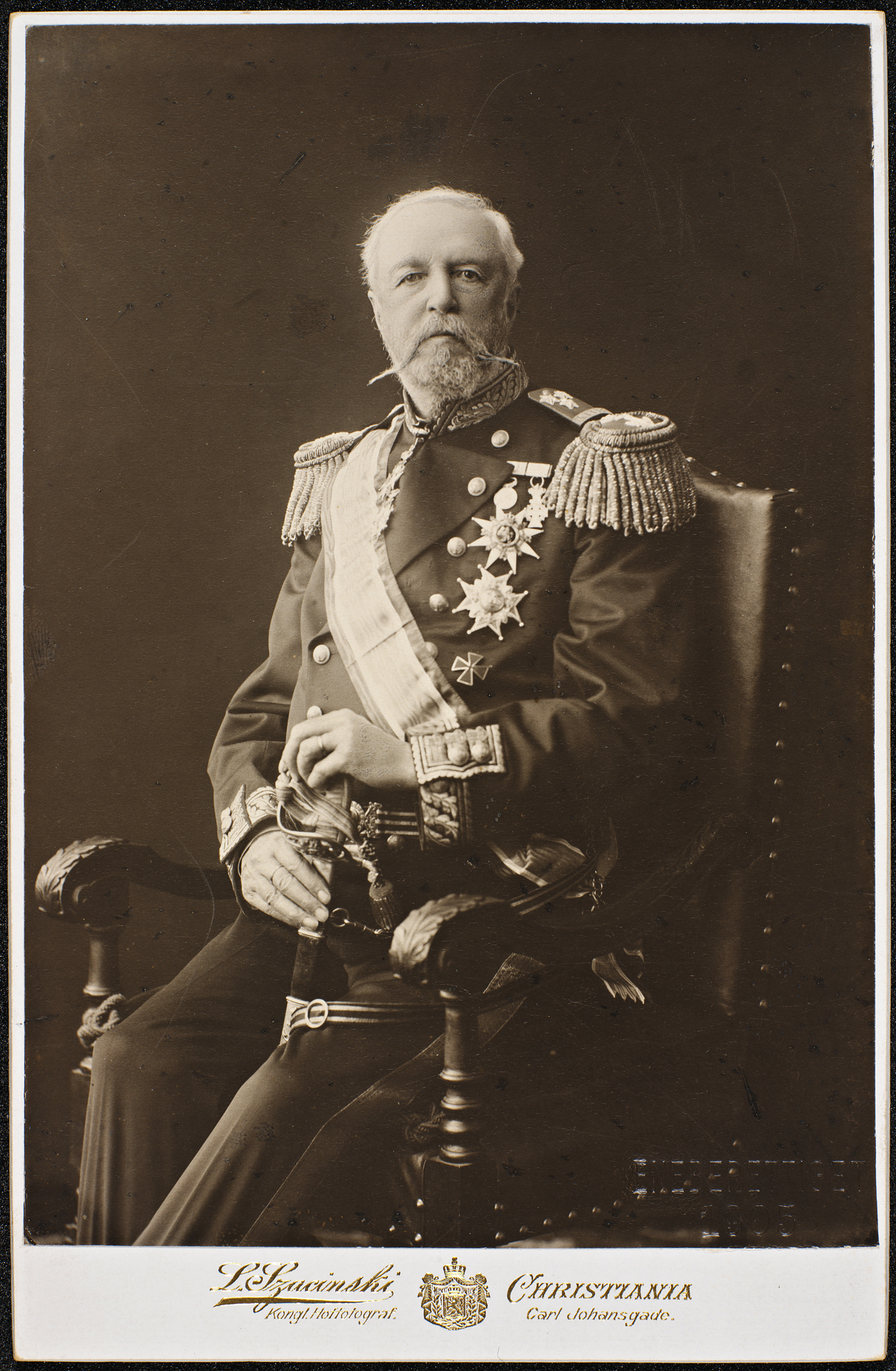
Oscar II i uniform, med epåletter för en general. Ca 1905.
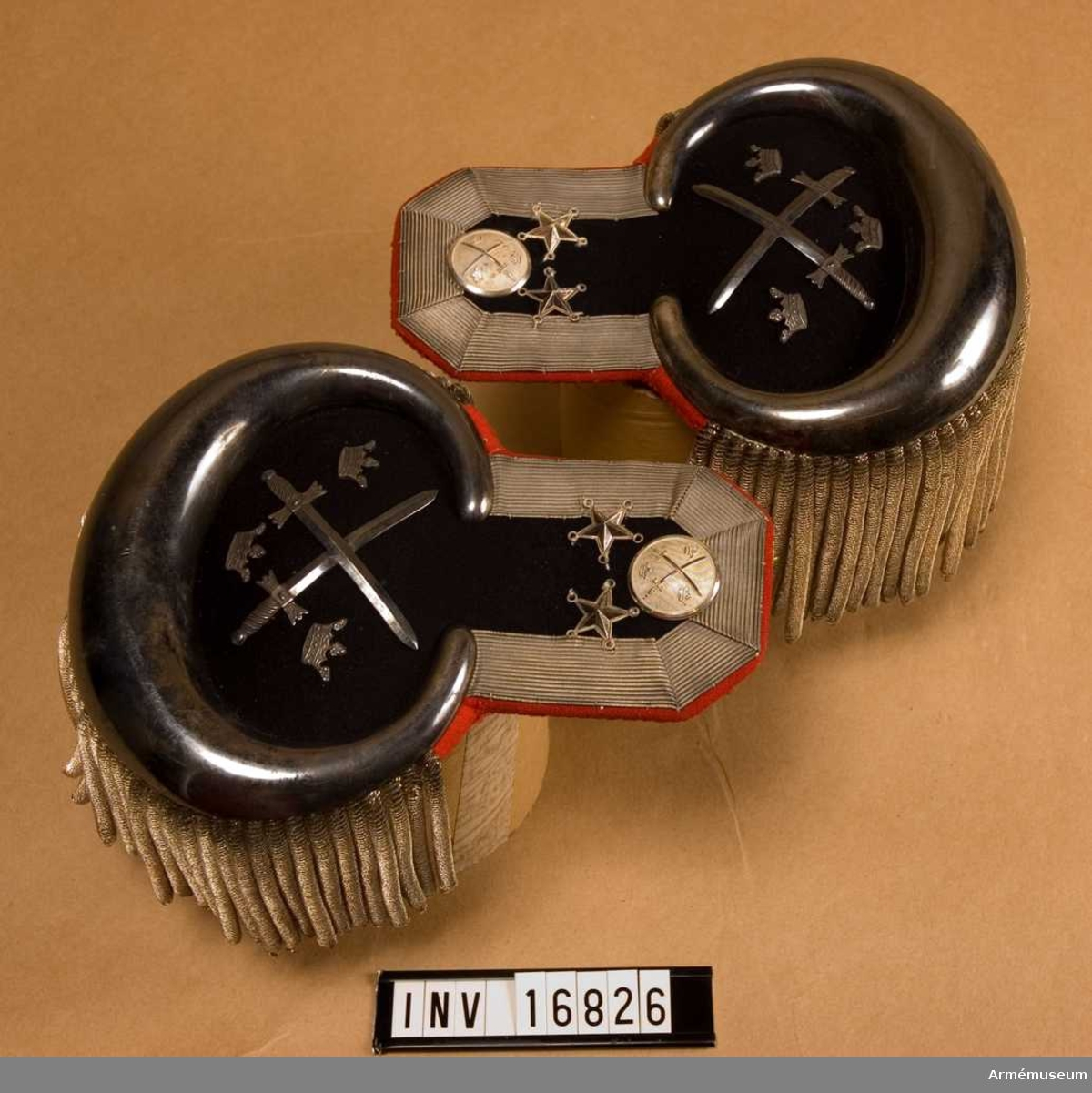
Epålett m/1888 för överstelöjtnant vid Intendenturkåren.

### Nutida bruk
Epåletterna som används idag till paraduniformer i Försvarsmakten är:
- Epålett m/1794-1895 för officerare vid Livgardets infanteri (f.d. Svea livgarde).
- Epålett m/1845-1895 för specialistofficerare vid Livgardets infanteri (f.d. Svea livgarde).
- Epålett m/1845-1895 för officer vid Livgardets kavalleri (f.d. Livgardets dragoner) och Livgardets dragonmusikkår.
- Epålett m/1845-1895 för specialistofficer vid Livgardets kavalleri (f.d. Livgardets dragoner) och Livgardets dragonmusikkår.
- Epålett m/1830-1895 för officer och specialistofficer vid Arméns musikkår (Göta livgardes modell).
- Epålett m/1804-1895 för gruppbefäl och soldater vid Livgardet samt musiker vid Livgardets dragonmusikkår.
- Epålett m/1878 för marinofficer vid tjänstgöring på paradslupen Vasaorden.

År 1895 infördes Oscar II:s namnchiffer på gardesförbandens epåletter, vilket 1908 ändrades till Gustaf V. Tilläggsåret "-1895" syftar alltså till att epåletten idag bär namnchiffer. Efter återinförandet på 90-talet bär gardesförbanden regerande monarks namnchiffer i guldmetall på epåletterna, idag kung Carl XVI Gustaf.

## Uniform m/1906

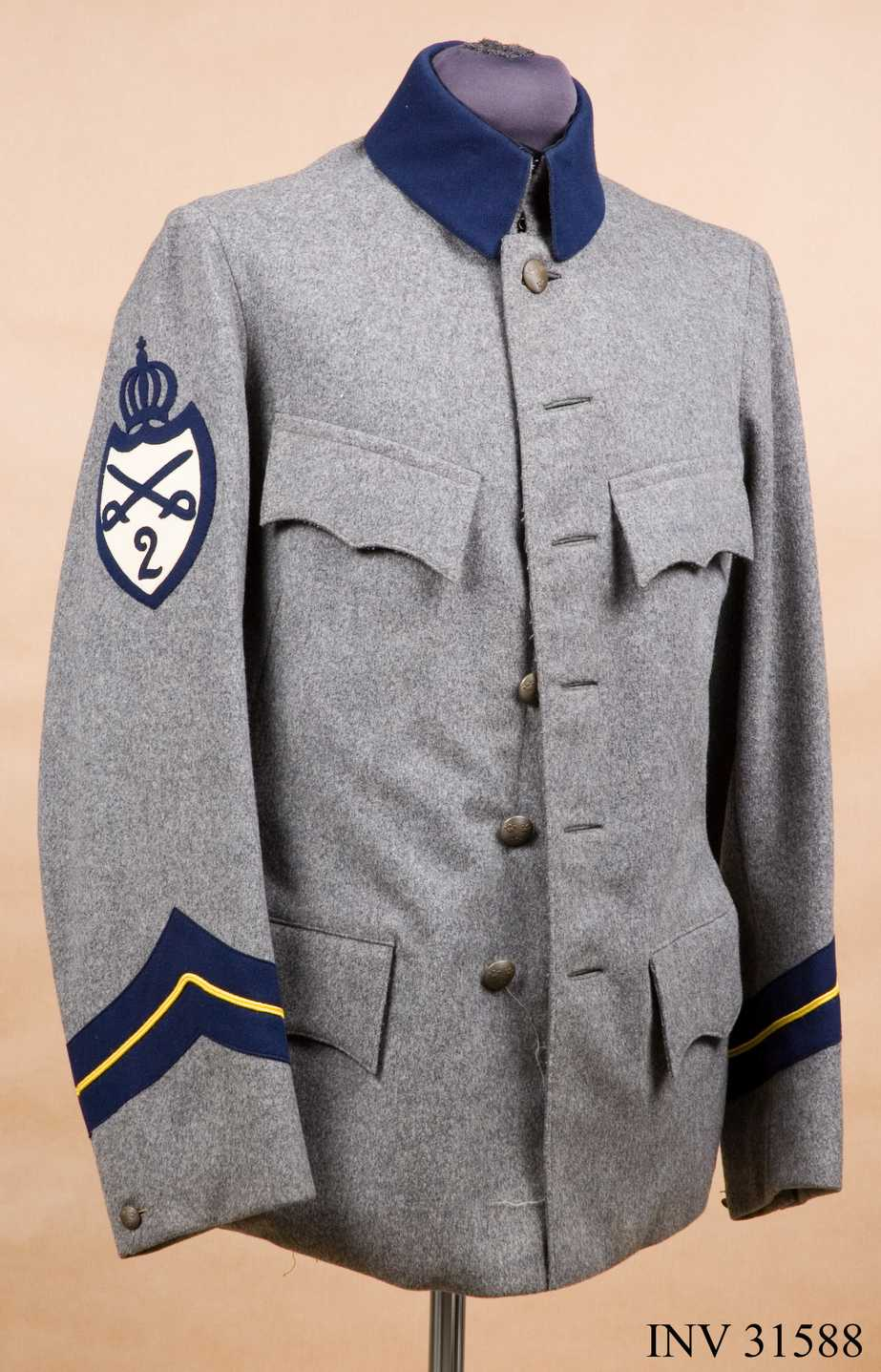

För uniform m/06 infördes gradbeteckningar vilka bars på vapenrockens mellanblå ärmlister och kappans underärmar i form av galoner. Generaler bar tjocka guldgaloner liknande flottans gradbeteckning för flaggmän med 1- 3 stjärnor. Regementsofficerare bar en tjock galon med ögla och 1-3 galoner under denna. Kompaniofficer bar 1-3 galoner med den översta formad som en ögla. Underofficerare bar 1-2 galoner med en liten ögla på uniformens blå ärmlist. Underbefälet bar 1-3 redgarnssnören utan ögla på samma ställe. Manskapet bar enbart en mellanblå ärmlist. 
| Uniform m/1906 |         |                 |              |         |                 |       |                    |          |               |                         |          |                     |                   |                           |       |
| Grad           | General | Generallöjtnant | Generalmajor | Överste | Överstelöjtnant | Major | Kapten Ryttmästare | Löjtnant | Underlöjtnant | Fanjunkare Styckjunkare | Sergeant | Distinktionskorpral | Korpral Konstapel | Vicekorpral Vicekonstapel | Menig |

## Uniform m/1910
| Gradbeteckningar till uniform m/ä samt till uniform m/1910. |  | Gradbeteckningar till uniform m/ä samt till uniform m/1910. |
| Gradbeteckningar till uniform m/ä samt till uniform m/1910. |  |                                                             |

Vid uniform m/1910 användes axeltränsar för officerare och underofficerare samt axelklaffar för generalitet, underbefäl och manskap. Generaler hade guldgalonerade axelklaffar med 1-3 stjärnor i silver. Regementsofficerare bar flätade axeltränsar med valknut samt 1-3 stjärnor. Kompaniofficerare och fanjunkare (styckjunkare) bar axeltränsar med två längsgående guldsnören samt en valknut. När fänriksgraden infördes 1915 fick den samma gradbeteckning som underlöjtnant. Sergeanter bar axeltränsar av vitt eller gult redgarnssnöre utan stjärnor. Underbefälet bar mellanblå axelklaffar med en guldgalon för distinktionskorpral, ett gult redgarnsband för korpral och gult redgarnssnöre för vicekorpral. 
Färgen på axelklaffens foder var olika beroende på vilket regemente man tillhörde. Regementen eller kårer med silverknappar istället för guldknappar bar axeltränsar och galoner i silver eller vitt redgarn. 
1914 infördes gradbeteckningar även på hatten och i mössmärket. Dessa var V-formade och satt på den trekantiga hattens båda främre sidor. Gradbeteckningen var i övrigt lik den för mössa m/1865-99 med blåemaljerad knapp, eller för underofficerare förgylld, samt en guld sidenkokard. Manskapet bar tre kronor samt kompanimärke, allt i metall.  
| Mössmärke m/1914 |         |                 |              |         |                 |       |                    |          |                           |                         |          | -                   | -                 | -                         | -     |
| Hatt m/1910-14   |         |                 |              |         |                 |       |                    |          |                           |                         |          |                     |                   |                           |       |
| Uniform m/1910   |         |                 |              |         |                 |       |                    |          |                           |                         |          |                     |                   |                           |       |
| Grad             | General | Generallöjtnant | Generalmajor | Överste | Överstelöjtnant | Major | Kapten Ryttmästare | Löjtnant | Underlöjtnant Fänrik 1915 | Fanjunkare Styckjunkare | Sergeant | Distinktionskorpral | Korpral Konstapel | Vicekorpral Vicekonstapel | Menig |

## Landstormsbindel m/1911

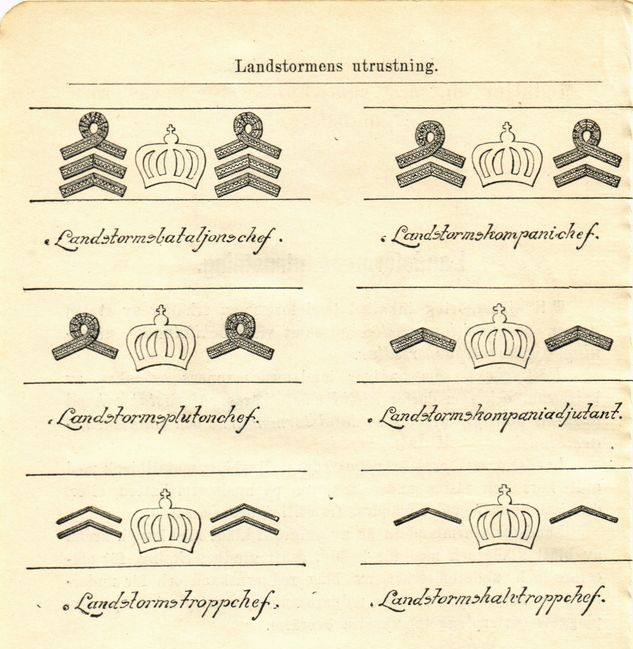
Armbindlar med tjänsteställningsbeteckningar m/11 för landstormen.

Ursprungligen utrustades landstormen enbart med vapen och ammunition samt viss annan utrustning av staten. Allt annat var egen beklädnad och utrustning. Alla landstormsmän skulle bära fälttecken i form av landstormsarmbindel och landstormsmärke. På den grå landstormsarmbindeln bars blå tjänsteställningsbeteckningar i form av chevroner (vinklar) med eller utan öglor. 

## Uniform m/1923

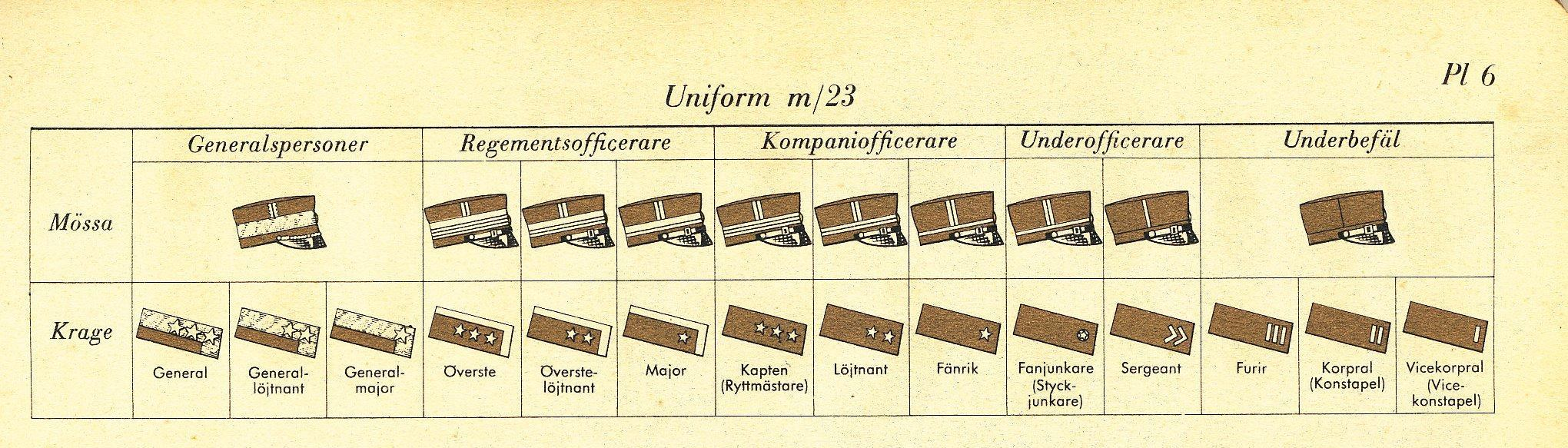
Gradbeteckningar till uniform m/23, i sin utformning från 1937.

På uniform m/1923 bars gradbeteckningarna på vapenrockens ståndkrage och på kappans axelklaffar. Stjärnor och galoner användes som symboler för officerare, stjärnknappar och vinklar för underofficerare, stolpar för underbefäl. På mössan bars  gradbeteckningar i form av galoner. 
Ursprungligen hade fänrik och underlöjtnant samma gradbeteckning (en stjärna) och fanjunkare tre vinklar. 1925 fick fänrik lägre tjänsteställning än underlöjtnant och fänriksgraden betecknades därefter med en kadettkrona på underärmarna i tillägg till gradbeteckningarna på kragen. Fanjunkare fick tjänsteställning som underlöjtnant och graden betecknades med en stjärnknapp. Det var enbart officersfanjunkare (kadetter på krigsskolan och reservofficersaspiranter efter avlagd reservofficersexamen) som i fortsättningen bar tre vinklar som gradbeteckning. 1937 avskaffades graden underlöjtnant; fänriksgraden betecknades nu enbart med gradbeteckningar på kragen. Fanjunkare i förvaltarebeställning fick titeln förvaltare och erhöll regelmässigt fullmakt som löjtnant i armén; de bar som sådana löjtnants gradbeteckning. 
Längst ner på axelklaffarna bars av manskap till och med överste en regementssiffra eller -symbol i olika färger beroende på truppslag. Exempelvis stod gult för infanteriet och vitt kavalleriet.
| Mössa m/23              |         |                 |              |         |                 |       |                    |          |                           |                         |                         |          |       |                   |                           |       |
| Krage                   |         |                 |              |         |                 |       |                    |          |                           |                         |                         |          |       |                   |                           |       |
| Axelklaffar, kappa m/23 |         |                 |              |         |                 |       |                    |          |                           | [ a ]                   | [ b ]                   |          |       |                   |                           |       |
| Grad                    | General | Generallöjtnant | Generalmajor | Överste | Överstelöjtnant | Major | Kapten Ryttmästare | Löjtnant | Underlöjtnant Fänrik 1915 | Fanjunkare Styckjunkare | Fanjunkare Styckjunkare | Sergeant | Furir | Korpral Konstapel | Vicekorpral Vicekonstapel | Menig |

1. ↑  Efter 1926
2. ↑  Före 1926

## Uniform m/1939

### Militär och civilmilitär personal
|                     | Officerare | Officerare      | Officerare   | Officerare | Officerare      | Officerare | Officerare         | Officerare | Officerare |
| ------------------- | ---------- | --------------- | ------------ | ---------- | --------------- | ---------- | ------------------ | ---------- | ---------- |
| Mössmärke m/40      |            |                 |              |            |                 |            |                    |            |            |
| Gradbeteckning m/39 |            |                 |              |            |                 |            |                    |            |            |
| Grad                | General    | Generallöjtnant | Generalmajor | Överste    | Överstelöjtnant | Major      | Kapten Ryttmästare | Löjtnant   | Fänrik     |

|                     | Underofficerare | Underofficerare         | Underofficerare | Manskap        | Manskap | Manskap           | Manskap                   | Manskap |
| ------------------- | --------------- | ----------------------- | --------------- | -------------- | ------- | ----------------- | ------------------------- | ------- |
| Mössmärke m/40      |                 |                         |                 |                |         |                   |                           |         |
| Gradbeteckning m/39 |                 |                         |                 |                |         |                   |                           |         |
| Grad                | Förvaltare      | Fanjunkare Styckjunkare | Sergeant        | Överfurir 1944 | Furir   | Korpral Konstapel | Vicekorpral Vicekonstapel | Menig   |

## Unform m/1939 - 1945 års befälsordning
|                     | Officerare | Officerare      | Officerare   | Officerare | Officerare      | Officerare | Officerare         | Officerare | Officerare |
| ------------------- | ---------- | --------------- | ------------ | ---------- | --------------- | ---------- | ------------------ | ---------- | ---------- |
| Mössmärke m/46      |            |                 |              |            |                 |            |                    |            |            |
| Gradbeteckning m/39 |            |                 |              |            |                 |            |                    |            |            |
| Grad                | General    | Generallöjtnant | Generalmajor | Överste    | Överstelöjtnant | Major      | Kapten Ryttmästare | Löjtnant   | Fänrik     |

|                                | Underofficerare | Underofficerare         | Underofficerare | Kadetter                         | Underbefäl       | Underbefäl | Underbefäl | Underbefäl        | Underbefäl                | Meniga |
| ------------------------------ | --------------- | ----------------------- | --------------- | -------------------------------- | ---------------- | ---------- | ---------- | ----------------- | ------------------------- | ------ |
| Mössmärke                      | m/46            | m/46                    | m/46            | m/46                             | m/46-57          | m/46-52    | m/46-52    | m/46-52           | m/46-52                   |        |
| Gradbeteckningar m/46 och m/39 |                 |                         |                 |                                  |                  |            |            |                   |                           |        |
| Grad                           | Förvaltare      | Fanjunkare Styckjunkare | Sergeant        | Sergeant Yngre kurs vid Karlberg | Rustmästare 1957 | Överfurir  | Furir      | Korpral Konstapel | Vicekorpral Vicekonstapel | Menig  |

## Uniform m/58 och m/59
Militära grader som de existerade på uniform m/1958 och m/1959 fram till och med tjänsteställningsreformen 1972. Gradbeteckningar bars på vänster kragsnibb på kragspegel m/58. Agraffen bars på fältmössa och pälsmössa m/59. Generalspersonernas gradbeteckningar var i början av bronsbrodyr, men blev under 80- eller 90-talet i guldbrodyr för att till slut år 2000 bli svarta. År 1972 fick generalsgraderna en till stjärna vid införandet av överste av 1:a graden.
| Agraff            |         |                 |              |         |                 |       |                    |          |        |            |                         |          |             |           |       |         |             | -                 |
| Uniform m/58 m/59 |         |                 |              |         |                 |       |                    |          |        |            |                         |          |             |           |       |         |             |                   |
| Grad              | General | Generallöjtnant | Generalmajor | Överste | Överstelöjtnant | Major | Kapten Ryttmästare | Löjtnant | Fänrik | Förvaltare | Fanjunkare Styckjunkare | Sergeant | Rustmästare | Överfurir | Furir | Korpral | Vicekorpral | Menig Infanteriet |
| Förkortning       | gen     | genlt           | genmj        | öv      | övlt            | mj    | kn                 | lt       | fk     | förv       | fj                      | serg     | ru          | öfu       | fu    | korp    | vkorp       | men               |

1. ↑  Överste, innehavare av tjänst i lönegrad C2 eller högre hade högre tjänsteställning, men bar samma gradbeteckning.
2. ↑  Tjänsteställning över löjtnant, men under kapten.
3. ↑  Tjänsteställning över fänrik, men under löjtnant.
4. ↑  Avskaffas 1961.

## 1972 års befälsordning
Genom tjänsteställningreformen 1972 infördes nya benämningar på befälskårerna. Dessa benämningar skiljdes från de benämningar som användes för befälsnivåer.
| Armén       |         |                 |              |              |         |                 |       |        |          |        |            |          |           |       |         |       |
| Grad        | General | Generallöjtnant | Generalmajor | Överste 1.gr | Överste | Överstelöjtnant | Major | Kapten | Löjtnant | Fänrik | Fanjunkare | Sergeant | Överfurir | Furir | Korpral | Menig |
| Förkortning | gen     | genlt           | genmj        | öv 1.gr      | öv      | övlt            | mj    | kn     | lt       | fk     | fj         | serg     | öfu       | fu    | korp    | men   |

## 1983 års befälsordning
Den nya befälsordningen 1983 påverkade inte gradbeteckningssystemet. År 1992 avskaffas graden överfurir för nyutnämningar, främst för värnpliktiga. Dock kom den att fortsättas delas ut i utlandsstyrkan ett tag till framöver.
År 2000 infördes brigadgeneral som ersatte överste av 1:a graden. Överste 1.gr kom att fortsätta existera för de som innehar graden, men den delas ej längre ut. Samtidigt som detta bytte man färg på generalernas stjärnor och eklöv på kragspeglarna från guldbrodyr till svart.
| 2000- 2009  |         |                 |              |               |         |                 |       |        |          |        |            |          | -         |       |         |       |
| Grad        | General | Generallöjtnant | Generalmajor | Brigadgeneral | Överste | Överstelöjtnant | Major | Kapten | Löjtnant | Fänrik | Fanjunkare | Sergeant | -         | Furir | Korpral | Menig |
| Förkortning | gen     | genlt           | genmj        | bgen          | öv      | övlt            | mj    | kn     | lt       | fk     | fj         | serg     | -         | fu    | korp    | men   |
| 1983- 2000  |         |                 |              |               |         |                 |       |        |          |        |            |          |           |       |         |       |
| Grad        | General | Generallöjtnant | Generalmajor | Överste 1.gr  | Överste | Överstelöjtnant | Major | Kapten | Löjtnant | Fänrik | Fanjunkare | Sergeant | Överfurir | Furir | Korpral | Menig |
| Förkortning | gen     | genlt           | genmj        | öv 1.gr       | öv      | övlt            | mj    | kn     | lt       | fk     | fj         | serg     | öfu       | fu    | korp    | men   |

1. ↑  Överstelöjtnant med särskild tjänsteställning hade högre tjänsteställning, men samma gradbeteckning.
2. 1 2 3  Stjärnorna för general blev svarta 2000.
3. ↑  Infördes 2000.
4. ↑  Inga nyutnämningar efter 2000.
5. ↑  Inga nyutnämningar efter 1991 för värnpliktiga. Användes däremot av utlandsstyrkan fram till 2009.

## 2009 års befälsordning
Överbefälhavaren beslutade 24 oktober 2008 om ett nytt gradsystem för den svenska Försvarsmakten. Nyordningen gäller i det tvåbefälssystem som, på regeringens uppdrag, infördes den 1 januari 2009.
I och med detta skapades befälskategorierna taktisk officer samt specialistofficer (tidigare plutonsofficer/underofficer). Samtliga grader har en NATO-kod kopplat till dem för internationell jämförelse. Gruppbefäl, soldater och sjömän (GSS) går in under OR-1/5, där sergeanter och korpraler är gruppbefäl.
| Armén       |         |                 |              |               |         |                 |       |        |          |        |                     |            |            |                 |          |         |             |               |               |               |               |       |
| Grad        | General | Generallöjtnant | Generalmajor | Brigadgeneral | Överste | Överstelöjtnant | Major | Kapten | Löjtnant | Fänrik | Regementsförvaltare | Förvaltare | Fanjunkare | Förste sergeant | Sergeant | Korpral | Vicekorpral | Menig 1.klass | Menig 1.klass | Menig 1.klass | Menig 1.klass | Menig |
| Förkortning | gen     | genlt           | genmj        | bgen          | öv      | övlt            | mj    | kn     | lt       | fk     | regförv             | förv       | fj         | 1.serg          | serg     | korp    | vkorp       | men 1.kl      | men 1.kl      | men 1.kl      | men 1.kl      | men   |

1. ↑  Tjänsteställning över major, men under överstelöjtnant.
2. ↑  Tjänsteställning över löjtnant, men under kapten.
3. ↑  Tjänsteställning över fänrik, men under löjtnant.
4. ↑  En stolpe anläggs efter 1, 3, 5 respektive 7 års tjänstgöring. Ursprungligen (2009-2012) anlades en ny stolpe för varje tjänstgöringsår.

## 2019 års befälsordning
Den 1 oktober 2019 infördes ett nytt tjänstegradsystem i Försvarsmakten, inklusive ett par nya gradbeteckningar. Specialistofficerare fick fem tjänstegrader i stället för fyra, och gruppbefäl fick tre i stället för de tidigare två. Menig 1:a klass ändrades också till fyra tjänstegrader benämnda menig 1, menig 2, menig 3 och menig 4. Officersaspiranter fick en egen grad benämnd kadett.
Från och med 2023 införs tjänstegraden Överfanjunkare (Öfj).
| Specialistofficerare | Specialistofficerare | Specialistofficerare | Specialistofficerare | Specialistofficerare | Specialistofficerare        | Officerare    | Officerare    | Officerare      | Officerare  | Officerare             | Officerare   | Officerare           | Officerare           | Officerare              | Officerare    |            |            |            |            |            |            |            |            |            |            |            |            |            |            |
|                      |                      |                      |                      |                      |                             |               |               |                 |             |                        |              |                      |                      |                         |               |            |            |            |            |            |            |            |            |            |            |            |            |            |            |
| Sergeant (Serg)      | Översergeant (Öserg) | Fanjunkare (Fj)      | Överfanjunkare (Öfj) | Förvaltare (Fv)      | Regementsförvaltare (Regfv) | Fänrik (Fk)   | Löjtnant (Lt) | Kapten (Kn)     | Major (Mj)  | Överstelöjtnant (Övlt) | Överste (Öv) | Brigadgeneral (Bgen) | Generalmajor (Genmj) | Generallöjtnant (Genlt) | General (Gen) |            |            |            |            |            |            |            |            |            |            |            |            |            |            |
| Soldater och sjömän  | Soldater och sjömän  | Soldater och sjömän  | Soldater och sjömän  | Soldater och sjömän  | Soldater och sjömän         | Gruppbefäl    | Gruppbefäl    | Gruppbefäl      | Gruppbefäl  | Gruppbefäl             | Gruppbefäl   | Gruppbefäl           | Gruppbefäl           | Gruppbefäl              | Gruppbefäl    | Gruppbefäl | Gruppbefäl | Gruppbefäl | Gruppbefäl | Gruppbefäl | Gruppbefäl | Gruppbefäl | Gruppbefäl | Gruppbefäl | Gruppbefäl | Gruppbefäl | Gruppbefäl | Gruppbefäl | Gruppbefäl |
|                      |                      |                      |                      |                      |                             |               |               |                 |             |                        |              |                      |                      |                         |               |            |            |            |            |            |            |            |            |            |            |            |            |            |            |
| Menig (Men)          | Menig 1 (Men 1)      | Menig 2 (Men 2)      | Menig 3 (Men 3)      | Menig 4 (Men 4)      | Vicekorpral (Vkrp)          | Korpral (Krp) | Furir (Fu)    | Överfurir (Öfu) | Kadett (Kd) |                        |              |                      |                      |                         |               |            |            |            |            |            |            |            |            |            |            |            |            |            |            |